# Liste der Dreitausender in Nordtirol
Diese Liste der Dreitausender in Nordtirol listet die meisten Berggipfel mit einer Höhe von mindestens 3000 m ü. A. (Dreitausender) in Nordtirol auf. Grundlage für diese Liste ist eine Liste des Österreichischen Alpenvereins mit dem Titel „Berggruppen mit Gipfeln über 3000 m Seehöhe in Österreich“. Laut dieser Liste befinden sich 226 Berge davon in den Ötztaler Alpen, 109 in den Stubaier Alpen, 69 in den Zillertaler Alpen, 27 in der Silvretta, 8 in der Verwallgruppe, 5 in der Samnaungruppe und einer in den Lechtaler Alpen.

## Definition
Für die von der UIAA definierte Liste der Viertausender in den Alpen dient eine Schartenhöhe von mindestens 30 m als messbares Kriterium für die Definition von selbständigen Hauptgipfeln. Eine Definition von den Dreitausendern der Alpen fehlt hingegen. In dieser Liste werden alle 226+109+69+27+8+5+1=445 Gipfel aufgenommen, die in oben genannter Alpenvereins-Liste aufgeführt sind, es werden aber auch ein paar andere ergänzt, die einen Namen besitzen, unabhängig von der Schartenhöhe. Auf Grund fehlender Höhenangaben in offiziellen Kartenwerken ist eine exakte Ermittlung der Dominanz und der Schartenhöhe nicht immer möglich. Auch bei der exakten Höhe der einzelnen Berge gibt es zum Teil mehr oder weniger große Unterschiede, die teilweise auch durch die Globale Erwärmung verursacht werden. So ist zum Beispiel die Weißseespitze infolge des Gletscherschwunds und einer Massenbewegung laut der Austrian Map online zum Stand 2024 3498 m hoch, zum Stand vor 2000 3518 m, laut Tourenwelt.info 3532 m (wohl basierend auf der Austrian Map vor 1960). Der Firngrat der Sonklarspitze reichte früher bis auf 3463 m ü. A., nach dessen völligen Abschmelzen liegt der höchste Punkt nun auf 3444 m.

## Dreitausender in Nordtirol

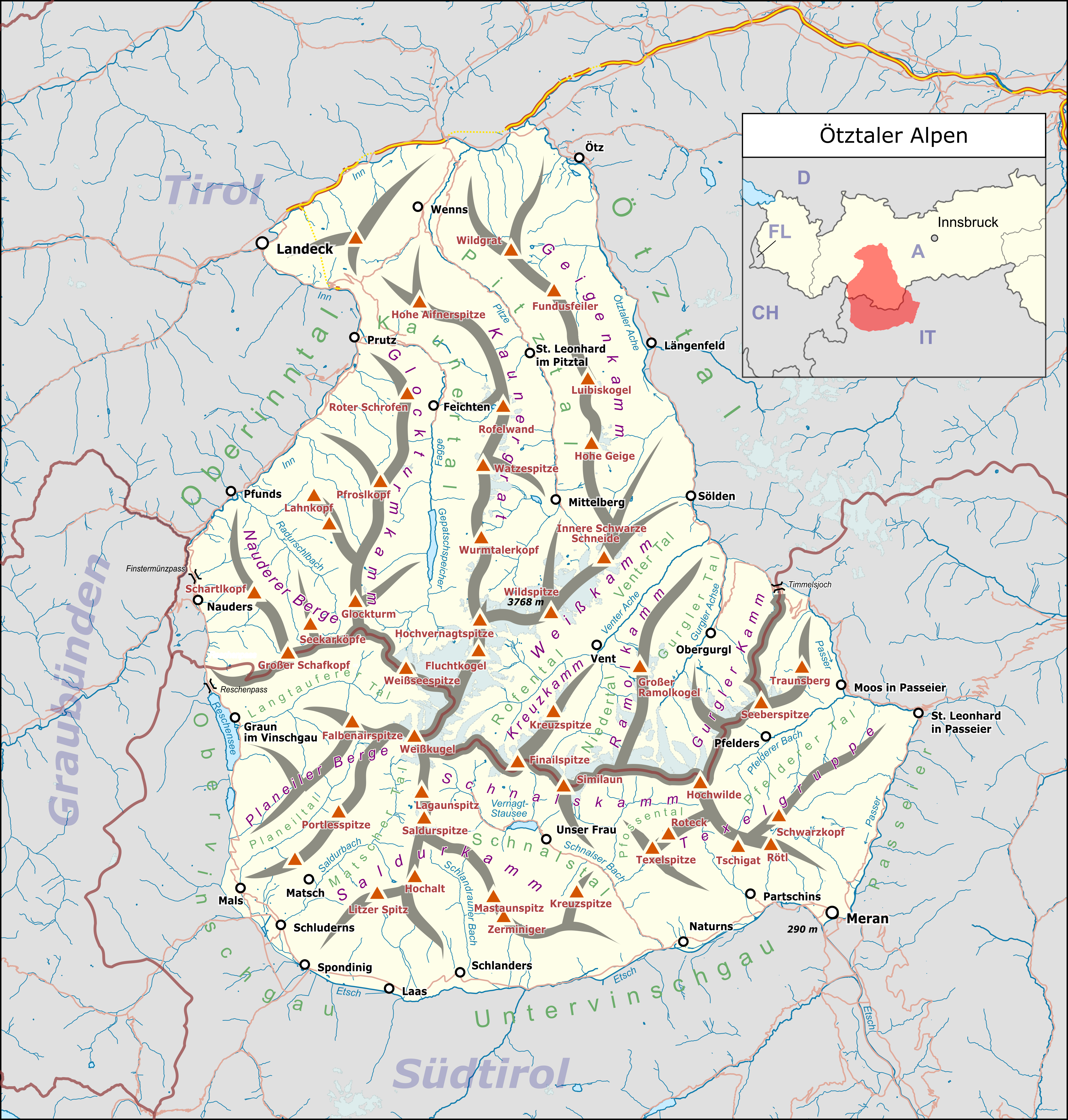
Übersichtskarte der Ötztaler Alpen

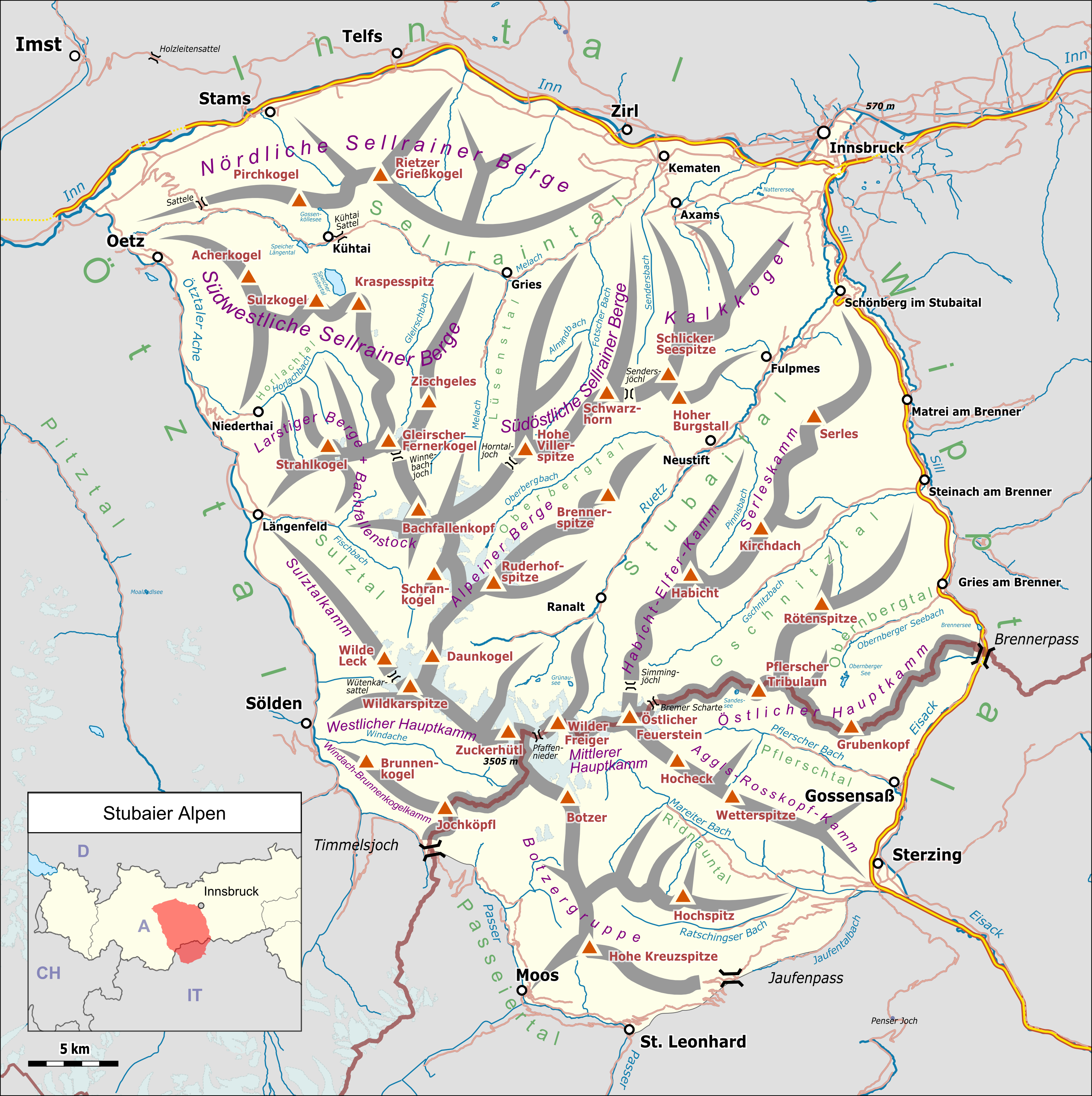
Übersichtskarte der Stubaier Alpen

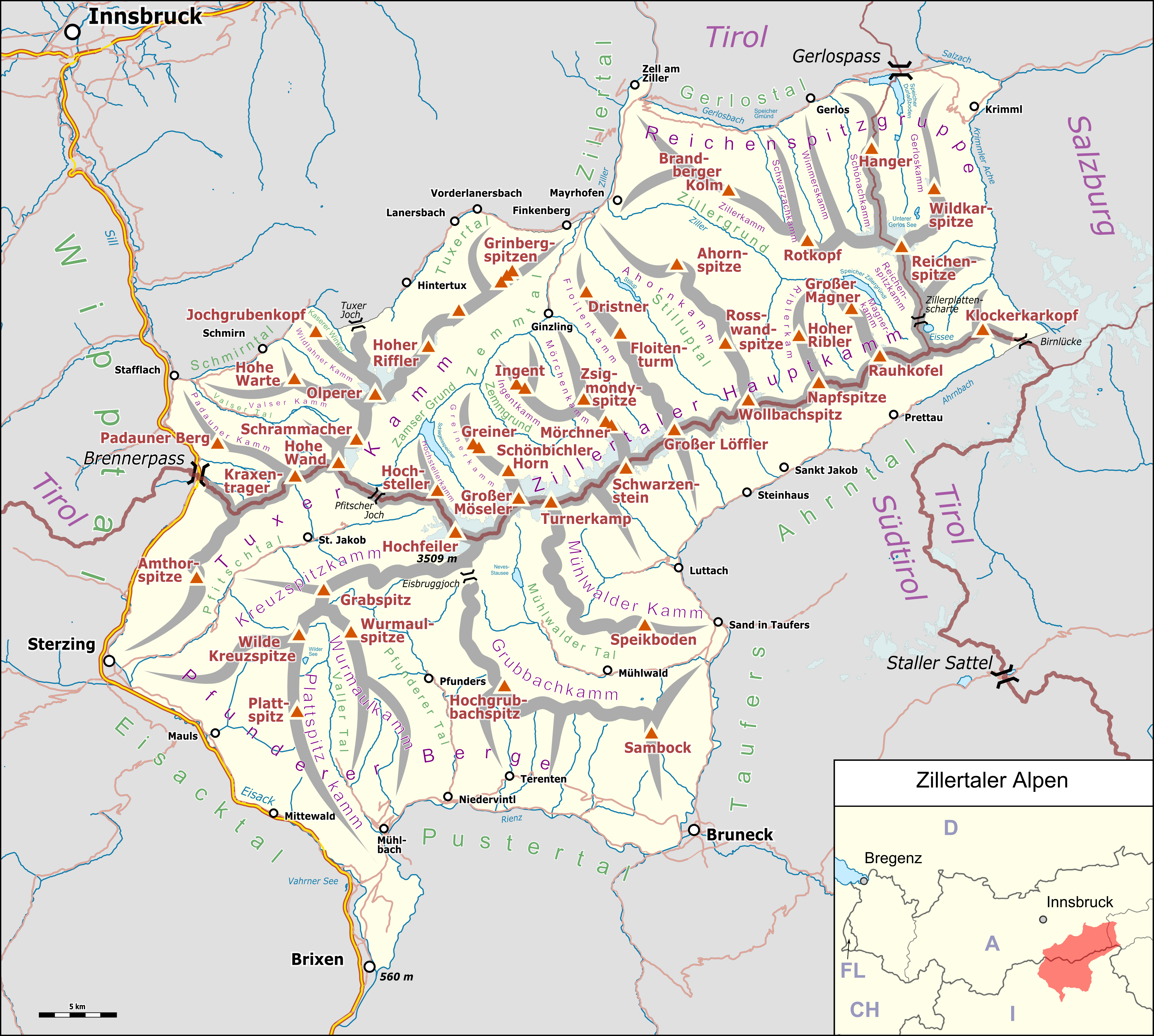
Übersichtskarte der Zillertaler Alpen

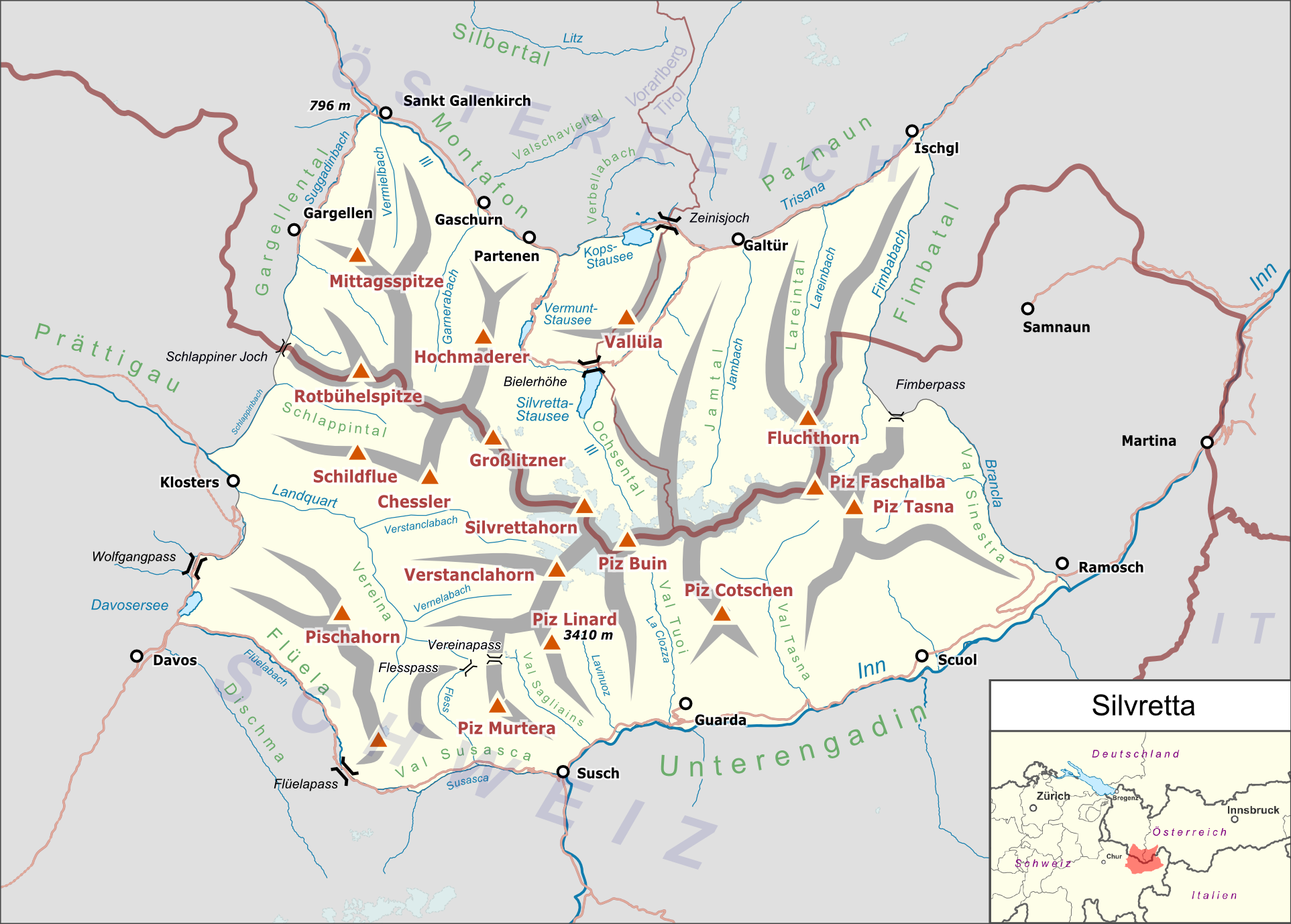
Übersichtskarte der Silvretta

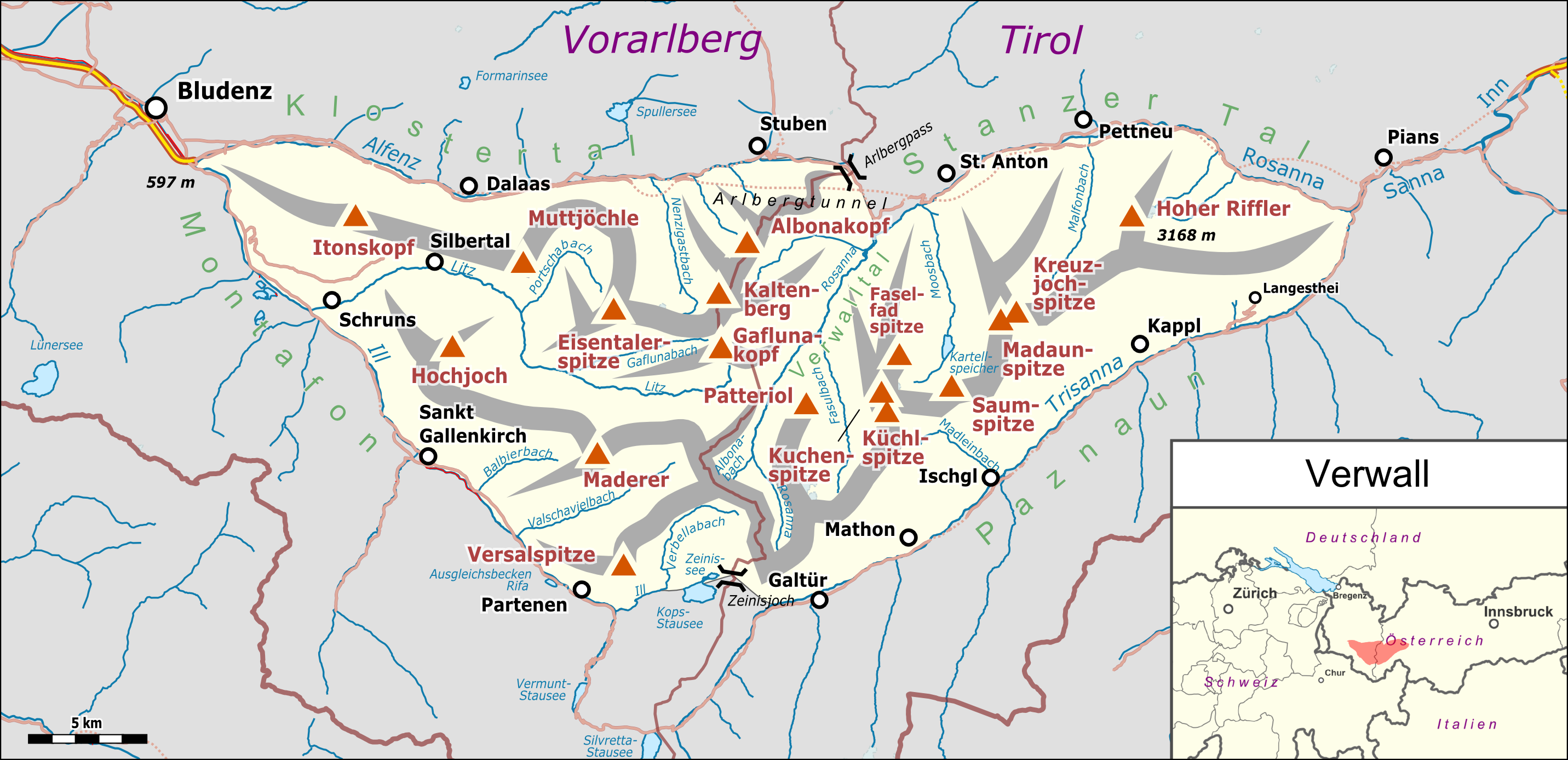
Übersichtskarte der Verwallgruppe

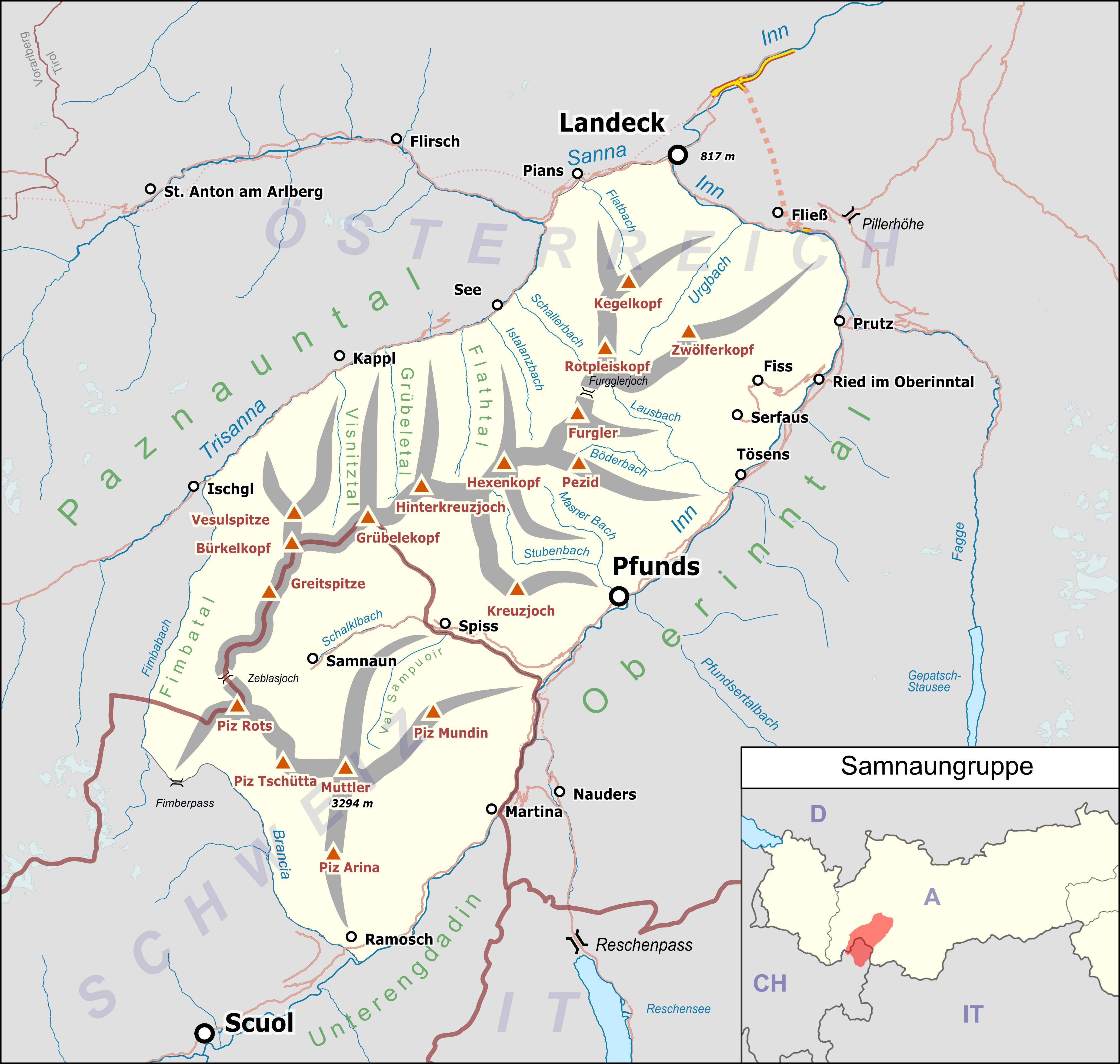
Übersichtskarte der Samnaungruppe

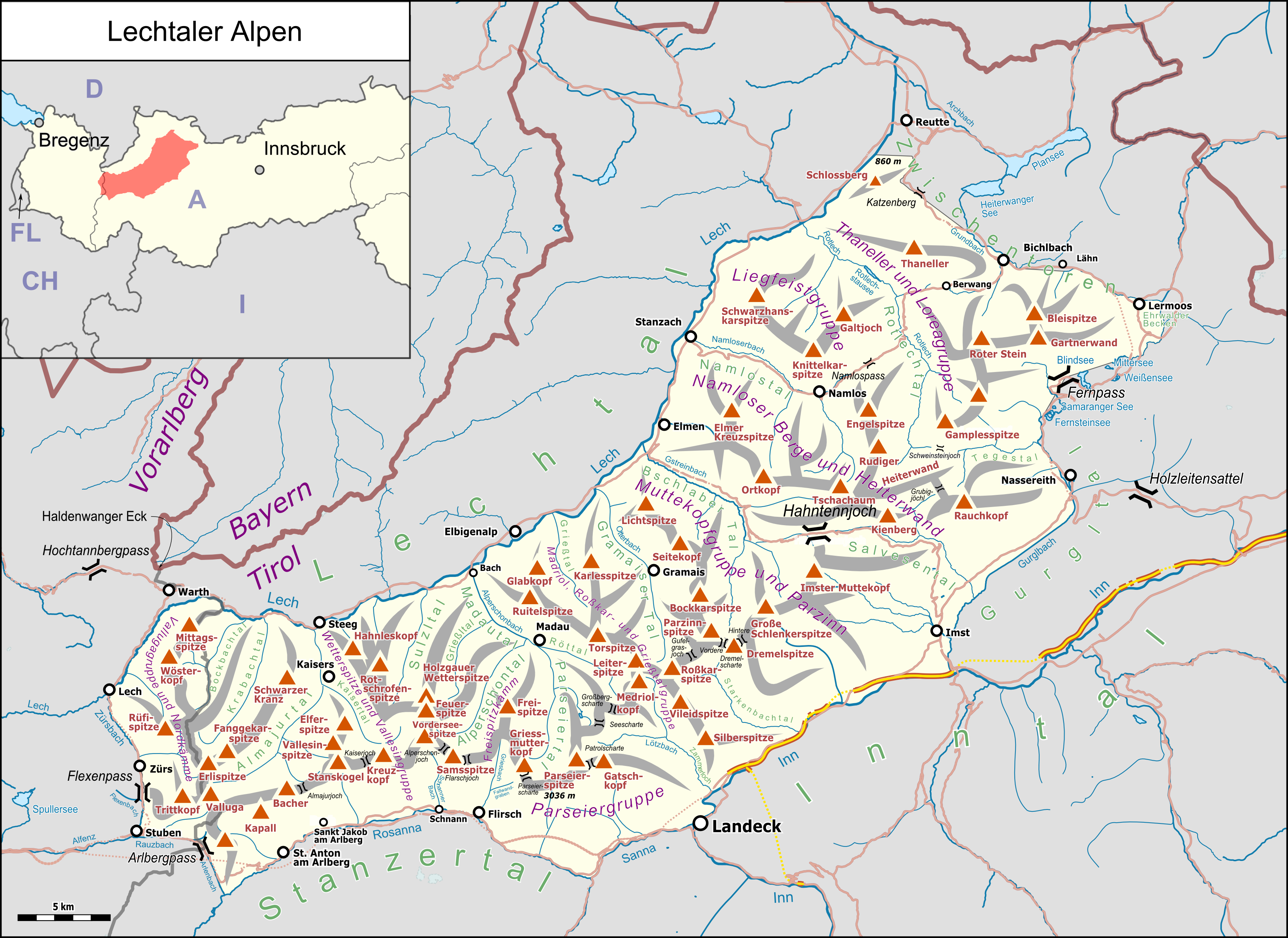
Übersichtskarte der Lechtaler Alpen

- Bild: Sofern vorhanden wird ein Bild des jeweiligen Bergs angezeigt; gibt es noch weitere Bilder, so wird unterhalb des Bildes ein Link dazu angegeben.
- Gipfel: Bezeichnungen des Berggipfels; der farbige Balken darunter ist ein Link zu Wikidata.
- Höhe: Höhenangaben in Meter über Adria; diese ist nicht immer eindeutig, es wird der häufigste Wert genommen.
- Gebirge: Gebirgsgruppe, in der sich der jeweilige Gipfel befindet, sowie Angabe der Koordinaten des jeweiligen Gipfels (diese wurden der OpenStreetMap entnommen).
- Bundesland: Bundesland, in dem sich der Berggipfel befindet.
- Dominanz: Die Dominanz beschreibt den Radius des Gebietes, das der Berg überragt, angegeben in Kilometern mit Bezugspunkt. Ist ein Link angegeben, so handelt es sich aus Mangel an genaueren Informationen um die Luftlinie zum nächsthöheren Berg.
- Schartenhöhe: Die Schartenhöhe ist die Höhendifferenz zwischen Gipfelhöhe und der höchstgelegenen Einschartung, bis zu der man mindestens absteigen muss, um einen höheren Gipfel zu erreichen. Angegeben in Metern mit Bezugspunkt. Sie hat einen noch größeren Fehlerbereich als Gipfelhöhen, da die Passhöhenschätzungen ebenfalls variieren, während nicht alle Tiefpunkte zwischen Gipfeln gemessen wurden. Durch Anklicken des Symbols im Tabellenkopf sind die jeweiligen Spalten sortierbar.

| Bild | Gipfel | Höhe                 | Gebirge                                        | Bundesland               | Dominanz                                         | Schartenhöhe                                                     |  |
| --- | --- | -------------------- | ---------------------------------------------- | ------------------------ | ------------------------------------------------ | ---------------------------------------------------------------- |  |
| weitere Bilder | Wildspitze, Ötztaler Wildspitze (Wildspitze (Südgipfel) (3768 m) Wildspitze (Nordgipfel) (3757 m)(⊙))                                                                         | 3768 m               | Ötztaler Alpen (Weißkamm) Lage                 | Tirol                    | 48,5 km → Ortler                                 | 2261 m ↓ Reschenpass                                             |  |
| weitere Bilder | Weißkugel | 3738 m               | Ötztaler Alpen (Weißkamm) Lage                 | Tirol Italien            | 14,5 km → Wildspitze                             | 568 m ↓ Langtauferer Joch                                        |  |
| rechts die Wildspitze (Nordgipfel), links die Wildspitze (Südgipfel), direkt davor die Kreuzerschneide                                                       | Kreuzerschneide | 3655 m               | Ötztaler Alpen Lage                            | Tirol                    |                                                  |                                                                  |  |
| weitere Bilder | Hintere Schwärze | 3624 m               | Ötztaler Alpen Lage                            | Tirol Italien            | 12,93 km → Wildspitze                            | 854 m ↓ Hochjoch                                                 |  |
| weitere Bilder | Hinterer Brochkogel, Pröchkogel | 3623 m               | Ötztaler Alpen (Weißkamm) Lage                 | Tirol                    | 0,9 km → Wildspitze                              | 153 m ↓ Mitterkarjoch                                            |  |
| weitere Bilder | Similaun | 3599 m               | Ötztaler Alpen Lage                            | Tirol Italien            | 2,8 km → Hintere Schwärze                        | 250 m ↓ Similaunjoch                                             |  |
| weitere Bilder | Vorderer Brochkogel | 3565 m               | Ötztaler Alpen (Weißkamm) Lage                 | Tirol                    | 1,24 km → Hinterer Brochkogel                    | 165 m ↓ Vernagtjoch                                              |  |
| weitere Bilder | Ötztaler Urkund | 3554 m               | Ötztaler Alpen (Weißkamm) Lage                 | Tirol                    | 0,4 km → Wildspitze                              | 23 m ↓ Urkundsattel                                              |  |
| Mitte rechts die Wildspitze (Nordgipfel), direkt unterhalb der Gipfel P. 3551                                                                                | P. 3551 | 3551 m               | Ötztaler Alpen Lage                            | Tirol                    |                                                  |                                                                  |  |
| weitere Bilder | Östliche Marzellspitze | 3550 m               | Ötztaler Alpen Lage                            | Tirol Italien            | 0,18 km → Hintere Schwärze                       | 20 m ↓ Scharte zur Hinteren Schwärze                             |  |
| Mitte rechts die Wildspitze (Nordgipfel), rechts unterhalb der Gipfel P. 3550                                                                                | P. 3550 | 3550 m               | Ötztaler Alpen Lage                            | Tirol                    |                                                  |                                                                  |  |
| weitere Bilder | Großer Ramolkogel | 3549 m               | Ötztaler Alpen Lage                            | Tirol                    | 7,6 km → Ötztaler Urkund                         | 379 m ↓ Fanatjoch                                                |  |
| Mitte rechts die Wildspitze (Nordgipfel), links die Wildspitze (Südgipfel), links unterhalb der Gipfel P. 3549                                               | P. 3549 | 3549 m               | Ötztaler Alpen Lage                            | Tirol                    |                                                  |                                                                  |  |
| weitere Bilder | Schalfkogel | 3537 m               | Ötztaler Alpen Lage                            | Tirol                    | 4,4 km → Hintere Schwärze                        | 348 m ↓ Ramoljoch                                                |  |
| weitere Bilder | Hochvernagtspitze, Hochvernagtspitz | 3535 m               | Ötztaler Alpen (Weißkamm) Lage                 | Tirol                    | 4,1 km → Hinterer Brochkogel                     | 299 m ↓ Taschachjoch                                             |  |
| weitere Bilder | Mittlere Marzellspitze | 3532 m               | Ötztaler Alpen Lage                            | Tirol Italien            | 0,5 km → Östliche Marzellspitze                  | 82 m ↓ Scharte zur Östlichen Marzellspitze                       |  |
| weitere Bilder | Watzespitze, Watze, Waze, Wazespitze (Watzespitze (Hauptgipfel) (3532 m), Wazespitze (Südgipfel) (3501 m))                                                                    | 3532 m               | Ötztaler Alpen (Kaunergrat) Lage               | Tirol                    | 12,1 km → Hochvernagtspitze                      | 488 m ↓ Ölgrubenjoch                                             |  |
| weitere Bilder | Westliche Marzellspitze | 3529 m               | Ötztaler Alpen Lage                            | Tirol Italien            | 0,76 km → Mittlere Marzellspitze                 | 55 m ↓ Scharte zur Mittleren Marzellspitze                       |  |
| weitere Bilder | Langtauferer Spitze, Langtaufererspitze | 3528 m               | Ötztaler Alpen (Weißkamm) Lage                 | Tirol Italien            | 1,4 km → Weißkugel                               | 172 m ↓ Weißkugeljoch                                            |  |
| weitere Bilder | Mutmalspitze | 3522 m               | Ötztaler Alpen Lage                            | Tirol                    | 1,23 km → Hintere Schwärze                       | 132 m ↓ Hintere-Schwärzen-Joch                                   |  |
| Großer Ramolkogel vom Südosten, rechts davon der Mittlere Ramolkogel                                                                                         | Mittlerer Ramolkogel | 3518 m               | Ötztaler Alpen Lage                            | Tirol                    | 0,3 km → Großer Ramolkogel                       |                                                                  |  |
| weitere Bilder | Fineilspitze, Finailspitze | 3514 m               | Ötztaler Alpen Lage                            | Tirol Italien            | 4 km → Similaun                                  | 504 m ↓ Niederjoch                                               |  |
| weitere Bilder | Innere Quellspitze | 3514 m               | Ötztaler Alpen (Weißkamm) Lage                 | Tirol Italien            | 0,42 km → Weißkugel                              | 73 m ↓ Hintereisjoch                                             |  |
| weitere Bilder | Hochfeiler | 3509 m               | Zillertaler Alpen Lage                         | Tirol Italien            | 49,3 km → Großvenediger                          | 978 m ↓ Hörndljoch                                               |  |
| weitere Bilder | Zuckerhütl | 3507 m               | Stubaier Alpen Lage                            | Tirol                    | 19,5 km → Mittlerer Ramolkogel                   | 1033 m ↓ Timmelsjoch                                             |  |
| Mitte rechts die Wildspitze (Nordgipfel), rechts unterhalb der zweite Gipfel P. 3550                                                                         | P. 3505 | 3505 m               | Ötztaler Alpen Lage                            | Tirol                    |                                                  |                                                                  |  |
| | P. 3501 | 3501 m               | Ötztaler Alpen Lage                            | Tirol                    | 0,4 km → Watzespitze                             |                                                                  |  |
| weitere Bilder | Pfaffenschneide, Pfaffenschneid | 3498 m               | Stubaier Alpen Lage                            | Tirol                    | 0,31 km → Zuckerhütl                             | 66 m ↓ Scharte zum Zuckerhütl                                    |  |
| weitere Bilder | Weißseespitze | 3498 m               | Ötztaler Alpen (Weißkamm) Lage                 | Tirol Italien            | 5,07 km → Langtauferer Spitze                    | 330 m ↓ Gepatschferner                                           |  |
| weitere Bilder | Schrankogel | 3497 m               | Stubaier Alpen Lage                            | Tirol                    | 9,7 km → Zuckerhütl                              | 547 m                                                            |  |
| weitere Bilder | Fluchtkogel | 3494 m               | Ötztaler Alpen (Weißkamm) Lage                 | Tirol                    | 2,4 km → Hochvernagtspitze                       | 253 m ↓ Gepatschjoch                                             |  |
| weitere Bilder | Firmisanschneide, Firmisanschneid | 3490 m               | Ötztaler Alpen Lage                            | Tirol                    | 2 km → Schalfkogel                               | 203 m ↓ Firmisanjoch                                             |  |
| weitere Bilder | Hintere Hintereisspitze | 3485 m               | Ötztaler Alpen (Weißkamm) Lage                 | Tirol Italien            | 2,4 km → Langtauferer Spitze                     | 275 m ↓ Kesselwandjoch                                           |  |
| weitere Bilder | Großer Möseler | 3480 m               | Zillertaler Alpen Lage                         | Tirol Italien            | 4,7 km → Hochfeiler                              | 455 m ↓ Neveser Sattel                                           |  |
| weitere Bilder | Hochwilde Südgipfel, Hohe Wilde | 3480 m               | Ötztaler Alpen Lage                            | Tirol Italien            | 6,2 km → Schalfkogel                             | 329 m ↓ Gurgler Eisjoch                                          |  |
| weitere Bilder | Olperer | 3476 m               | Zillertaler Alpen Lage                         | Tirol                    | 11,4 km → Hochfeiler                             | 1230 m ↓ Pfitscher Joch                                          |  |
| weitere Bilder | Ruderhofspitze | 3474 m               | Stubaier Alpen Lage                            | Tirol                    | 3,4 km → Schrankogel                             | 368 m ↓ Schwarzenbergjoch                                        |  |
| weitere Bilder | Petersenspitze | 3472 m               | Ötztaler Alpen (Weißkamm) Lage                 | Tirol                    | 0,5 km → Hinterer Brochkogel                     | 51 m ↓ Brochkogeljoch                                            |  |
| | Schuchtkogel | 3471 m               | Ötztaler Alpen (Weißkamm) Lage                 | Tirol                    | 1,5 km → Wildspitze                              |                                                                  |  |
| in der Mitte ist die Petersenspitze, direkt rechts daneben der Gipfel P. 3471                                                                                | P. 3471 | 3471 m               | Ötztaler Alpen Lage                            | Tirol                    |                                                  |                                                                  |  |
| weitere Bilder | Hinterer Seelenkogel | 3470 m               | Ötztaler Alpen Lage                            | Tirol Italien            | 4,3 km → Hochwilde Südgipfel                     | 439 m ↓ Langtaler Joch                                           |  |
| weitere Bilder | Schwarzwandspitze | 3467 m               | Ötztaler Alpen (Weißkamm) Lage                 | Tirol                    | 0,8 km → Hochvernagtspitze                       | ca. 70 m ↓ Scharte zur Hochvernagtspitze                         |  |
| weitere Bilder | Karlesspitze, Grubspitze | 3462 m               | Ötztaler Alpen Lage                            | Tirol Italien            | 3,2 km → Schalfkogel                             | 192 m ↓ Kleinleitenjoch                                          |  |
| | Hochwilde Nordgipfel, Hohe Kesselwand | 3458 m               | Ötztaler Alpen Lage                            | Tirol Italien            | 0,4 km → Hochwilde Südgipfel                     |                                                                  |  |
| weitere Bilder | Wilder Pfaff | 3456 m               | Stubaier Alpen Lage                            | Tirol Italien            | 0,75 km → Zuckerhütl                             | 116 m ↓ Pfaffensattel                                            |  |
| weitere Bilder | Kreuzspitze | 3455 m               | Ötztaler Alpen Lage                            | Tirol                    | 4,9 km → Fineilspitze                            | 228 m ↓ Scharte zum Sennkogel                                    |  |
| weitere Bilder | Bliggspitze | 3453 m               | Ötztaler Alpen (Kaunergrat) Lage               | Tirol                    | 4,1 km → Hochvernagtspitze                       | 386 m ↓ Scharte zum Wurmtaler Kopf                               |  |
| weitere Bilder | Vordere Ölgrubenspitze (Vordere Ölgrubenspitze (Südgipfel) (3452 m), Vordere Ölgrubenspitze (Nordgipfel) (3451 m))                                                            | 3452 m               | Ötztaler Alpen (Kaunergrat) Lage               | Tirol                    | 1,46 km → Bliggspitze                            | 242 m ↓ Bliggschartl                                             |  |
| weitere Bilder | Mittlere Hintereisspitze | 3450 m               | Ötztaler Alpen (Weißkamm) Lage                 | Tirol                    | 0,77 km → Hintere Hintereisspitze                | 97 m ↓ Scharte zur Hinteren Hintereisspitze                      |  |
| der zweite Gipfel von rechts am rechten Horizont ist der Querkogel                                                                                           | Querkogel | 3448 m               | Ötztaler Alpen Lage                            | Tirol                    | 1,4 km → Karlesspitze                            |                                                                  |  |
| der Schneegipfel rechts ist die Kleinleitenspitze | Kleinleitenspitze | 3446 m               | Ötztaler Alpen Lage                            | Tirol                    | 0,7 km → Schalfkogel                             |                                                                  |  |
| weitere Bilder | Sonklarspitze, Sonklarspitz | 3444 m               | Stubaier Alpen Lage                            | Tirol Italien            | 1,3 km → Zuckerhütl                              | 146 m ↓ Sonklarscharte                                           |  |
| weitere Bilder | Pfasserspitze, Pfasser Spitze, Gfaserspitze | 3444 m               | Ötztaler Alpen Lage                            | Tirol Italien            | 0,5 km → Hintere Schwärze                        | 83 m ↓ Rossbergjoch                                              |  |
| weitere Bilder | Hinterer Brunnenkogel | 3438 m               | Ötztaler Alpen (Weißkamm) Lage                 | Tirol                    | 1,85 km → Schuchtkogel                           | 272 m ↓ Mittelbergjoch                                           |  |
| weitere Bilder | Vordere Hintereisspitze | 3437 m               | Ötztaler Alpen (Weißkamm) Lage                 | Tirol                    | 0,83 km → Mittlere Hintereisspitze               | 110 m ↓ Scharte zur Mittleren Hintereisspitze                    |  |
| weitere Bilder | Hochvernaglwand | 3433 m               | Ötztaler Alpen (Weißkamm) Lage                 | Tirol Italien            | 0,48 km → Hintere Hintereisspitze                | 63 m ↓ Scharte zur Hinteren Hintereisspitze                      |  |
| | Hohe Wände (Hauptgipfel) | 3432 m               | Ötztaler Alpen Lage                            | Tirol                    |                                                  |                                                                  |  |
| Großer Ramolkogel, links davon (der kleine Gipfel) der Nördliche Ramolkogel                                                                                  | Nördlicher Ramolkogel, Anichspitze, Nördlicher Randkogel | 3427 m               | Ötztaler Alpen Lage                            | Tirol                    | 0,6 km → Mittlerer Ramolkogel                    |                                                                  |  |
| | Platteikogel | 3426 m               | Ötztaler Alpen (Weißkamm) Lage                 | Tirol                    | 0,7 km → Vorderer Brochkogel                     | ca. 60 m ↓ Scharte zum Vorderen Brochkogel                       |  |
| | Südliche Sexegertenspitze | 3424 m               | Ötztaler Alpen (Weißkamm) Lage                 | Tirol                    | 0,21 km → Hochvernagtspitze                      | 37 m ↓ Scharte zur Hochvernagtspitze                             |  |
| | Hinterer Spiegelkogel | 3424 m               | Ötztaler Alpen Lage                            | Tirol                    | 1,1 km → Firmisanschneide                        | 173 m ↓ Spiegeljoch                                              |  |
| der kleine Gipfel ganz rechts ist der Mittlere Seelenkogel                                                                                                   | Mittlerer Seelenkogel | 3424 m               | Ötztaler Alpen Lage                            | Tirol                    | 1,1 km → Hinterer Seelenkogel                    |                                                                  |  |
| weitere Bilder | Verpeilspitze | 3423 m               | Ötztaler Alpen (Kaunergrat) Lage               | Tirol                    | 1,6 km → Watzespitze                             | 403 m ↓ Schneeiges Madatschjoch                                  |  |
| weitere Bilder | Turnerkamp | 3420 m               | Zillertaler Alpen Lage                         | Tirol Italien            | 2,1 km → Großer Möseler                          | 191 m ↓ Rossruggscharte                                          |  |
| | Ehrichspitze, Erichspitze | 3420 m               | Ötztaler Alpen (Weißkamm) Lage                 | Tirol                    | 1,5 km → Fluchtkogel                             | ca. 110 m ↓ Scharte zum Fluchtkogel                              |  |
| weitere Bilder | Wilder Freiger | 3418 m               | Stubaier Alpen Lage                            | Tirol Italien            | 2 km → Wilder Pfaff                              | 282 m ↓ Pfaffennieder                                            |  |
| | P. 3417 | 3417 m               | Ötztaler Alpen Lage                            | Tirol                    |                                                  |                                                                  |  |
| | Östliche Seespitze | 3416 m               | Stubaier Alpen Lage                            | Tirol                    | 1,2 km → Ruderhofspitze                          | 185 m ↓ Hochmoosscharte                                          |  |
| | Westlicher Fineilkopf, Westlicher Finailkopf | 3415 m               | Ötztaler Alpen Lage                            | Tirol Italien            |                                                  |                                                                  |  |
| | Untere Kesselwandspitze, Kesselwandspitze | 3414 m               | Ötztaler Alpen (Weißkamm) Lage                 | Tirol                    | 1,16 km → Fluchtkogel                            | 103 m ↓ Unteres Guslarjoch                                       |  |
| weitere Bilder | Schrammacher | 3410 m               | Zillertaler Alpen Lage                         | Tirol                    | 3 km → Olperer                                   | 451 m ↓ Alpeiner Scharte                                         |  |
| | Östlicher Fineilkopf, Östlicher Finailkopf | 3407 m               | Ötztaler Alpen Lage                            | Tirol Italien            |                                                  |                                                                  |  |
| | Weißer Kogel | 3407 m               | Ötztaler Alpen (Weißkamm) Lage                 | Tirol                    | 2,1 km → Wildspitze                              | 197 m ↓ Taufkarjoch                                              |  |
| weitere Bilder | Talleitspitze, Thalleitspitze | 3406 m               | Ötztaler Alpen Lage                            | Tirol                    | 2,2 km → Kreuzspitze                             | 181 m ↓ Scharte zwischen Eisferner und Rotkarferner              |  |
| | Kleiner Möseler | 3405 m               | Zillertaler Alpen Lage                         | Tirol Italien            | → Großer Möseler                                 |                                                                  |  |
| weitere Bilder | Hochfirst, Hoher First | 3403 m               | Ötztaler Alpen Lage                            | Tirol Italien            | 3,9 km → Hinterer Seelenkogel                    | 394 m                                                            |  |
| weitere Bilder | Hauslabkogel | 3402 m               | Ötztaler Alpen Lage                            | Tirol                    | 1,2 km → Fineilspitze                            | 119 m ↓ Hauslabjoch                                              |  |
| | Hochvernagtwand | 3400 m               | Ötztaler Alpen (Weißkamm) Lage                 | Tirol                    | 0,58 km → Hochvernagtspitze                      | 97 m ↓ Sexegertenjoch                                            |  |
| | Weißseekogel | 3400 m               | Ötztaler Alpen Lage                            | Tirol Italien            | → Weißseespitze                                  |                                                                  |  |
| | Gampleskogel, Gampelskogl (Gampleskogel (Stangengipfel), Gampleskogel (Signalgipfel))                                                                                         | 3399 m               | Ötztaler Alpen Lage                            | Tirol                    | 2,1 km → Nördlicher Ramolkogel                   | 133 m ↓ Scharte zum Niederseitenjoch                             |  |
| weitere Bilder | Liebenerspitze, Liebener Spitze, Liebener Spitze (Ostgipfel) | 3399 m               | Ötztaler Alpen Lage                            | Tirol Italien            | 0,8 km → Hochfirst                               | 162 m ↓ Gaisbergjoch                                             |  |
| Mitte der Vordere Diemkogel, der zweite Gipfel rechts davon ist der Hintere Diemkogel                                                                        | Hinterer Diemkogel | 3398 m               | Ötztaler Alpen Lage                            | Tirol                    | 1,1 km → Schalfkogel                             |                                                                  |  |
| weitere Bilder | Sennkogel | 3398 m               | Ötztaler Alpen Lage                            | Tirol                    | 0,7 km → Kreuzspitze                             | ca. 160 m ↓ Scharte zum Hauslabkogel                             |  |
| | Mittleres Fluchthorn, Rennerspitze, Grenzspitze | 3397 m               | Silvretta Lage                                 | Tirol Schweiz            | 15,7 km → Piz Linard                             | 644 m ↓ Fuorcla Zadrell                                          |  |
| | Dahmannspitze | 3397 m               | Ötztaler Alpen (Weißkamm) Lage                 | Tirol                    | 0,2 km → Ehrichspitze                            |                                                                  |  |
| | Vorderer Brunnenkogel | 3396 m               | Ötztaler Alpen (Weißkamm) Lage                 | Tirol                    | 0,6 km → Hinterer Brunnenkogel                   | ca. 60 m ↓ Scharte zum Hinteren Brunnenkogel                     |  |
| weitere Bilder | Rostizkogel | 3394 m               | Ötztaler Alpen (Kaunergrat) Lage               | Tirol                    | 1,74 km → Watzespitze                            | 230 m ↓ Scharte zwischen Watzekar und Seekarlesferner            |  |
| weitere Bilder | Hohe Geige | 3393 m               | Ötztaler Alpen (Geigenkamm) Lage               | Tirol                    | 7,8 km → Verpeilspitze                           | 456 m ↓ Nördliches Pollesjoch                                    |  |
| | Rötenspitze, Rotenspitze | 3393 m               | Ötztaler Alpen Lage                            | Tirol Italien            | 1,2 km → Pfasserspitze                           | 144 m ↓ Pfasserscharte                                           |  |
| weitere Bilder | Schrandele | 3392 m               | Stubaier Alpen Lage                            | Tirol                    | 1,4 km → Schrankogel                             | 167 m ↓ Scharte zum Schrankogel                                  |  |
| | Ölgrubenkopf | 3392 m               | Ötztaler Alpen (Kaunergrat) Lage               | Tirol                    | 0,2 km → Vordere Ölgrubenspitze                  |                                                                  |  |
| | Hohes Eis | 3392 m               | Stubaier Alpen Lage                            | Tirol Italien            |                                                  |                                                                  |  |
| | Möselekopf, Möselerkopf, Westlicher Möselekopf | 3390 m               | Zillertaler Alpen Lage                         | Tirol Italien            | 0,4 km → Großer Möseler                          |                                                                  |  |
| | Westliche Liebenerspitze, Westliche Liebener Spitze, Liebener Spitze (Westgipfel)                                                                                             | 3389 m               | Ötztaler Alpen Lage                            | Tirol Italien            |                                                  |                                                                  |  |
| | Nördlicher Latschkogel | 3386 m               | Ötztaler Alpen Lage                            | Tirol                    | 0,2 km → Gampleskogel                            |                                                                  |  |
| weitere Bilder | Südliches Fluchthorn, Fluchthorn | 3380 m               | Silvretta Lage                                 | Tirol Schweiz            | 0,3 km → Mittleres Fluchthorn                    | ca. 80 m ↓ Scharte zum Fluchthorn                                |  |
| weitere Bilder | Fußstein, Fuirstein | 3380 m               | Zillertaler Alpen Lage                         | Tirol                    | 0,6 km → Olperer                                 | 110 m                                                            |  |
| weitere Bilder | Großer Löffler | 3379 m               | Zillertaler Alpen Lage                         | Tirol Italien            | 9,3 km → Turnerkamp                              | 368 m ↓ Trattenjoch                                              |  |
| Schwarzenbergspitzen (mittig rechts) | Östliche Schwarzenbergspitze | 3379 m               | Stubaier Alpen Lage                            | Tirol                    | 1,9 km → Ruderhofspitze                          |                                                                  |  |
| | Schwabenkopf | 3378 m               | Ötztaler Alpen (Kaunergrat) Lage               | Tirol                    | 0,85 km → Verpeilspitze                          | 182 m ↓ Schwabenjoch                                             |  |
| | Zinne | 3378 m               | Ötztaler Alpen (Weißkamm) Lage                 | Tirol Italien            | 0,7 km → Hintere Hintereisspitze                 |                                                                  |  |
| | Zahn | 3377 m               | Ötztaler Alpen (Weißkamm) Lage                 | Tirol                    | 0,9 km → Weißseespitze                           |                                                                  |  |
| | P. 3376, P. 3382 | 3376 m               | Ötztaler Alpen Lage                            | Tirol                    | 0,7 km → Watzespitze                             |                                                                  |  |
| in der Mitte ist die Petersenspitze, der nächste Gipfel links ist P. 3376                                                                                    | P. 3376 | 3376 m               | Ötztaler Alpen Lage                            | Tirol                    |                                                  |                                                                  |  |
| | P. 3372 | 3372 m               | Ötztaler Alpen (Weißkamm) Lage                 | Tirol                    | 0,8 km → Hochvernagtwand                         | ca. 60 m ↓ Scharte zur Hochvernagtwand                           |  |
| weitere Bilder | Hoher Weißzint | 3371 m               | Zillertaler Alpen Lage                         | Tirol Italien            | 1 km → Hochfeiler                                | 118 m ↓ Scharte zum Hochfeiler                                   |  |
| weitere Bilder | Eiskastenspitze | 3371 m               | Ötztaler Alpen (Kaunergrat) Lage               | Tirol                    | 1,22 km → Bliggspitze                            | 201 m ↓ Bliggjoch                                                |  |
| weitere Bilder | Schwarzenstein | 3369 m               | Zillertaler Alpen Lage                         | Tirol Italien            | 4 km → Großer Löffler                            | 341 m ↓ Tribbachsattel                                           |  |
| in der Mitte ist die Petersenspitze, ganz links der ist der Gipfel P. 3369                                                                                   | P. 3369 | 3369 m               | Ötztaler Alpen Lage                            | Tirol                    |                                                  |                                                                  |  |
| weitere Bilder | Vorderer Diemkogel | 3368 m               | Ötztaler Alpen Lage                            | Tirol                    | 1,9 km → Hinterer Diemkogel                      |                                                                  |  |
| weitere Bilder | Innere Schwarze Schneid, Innere Schwarze Schneide (Innere Schwarze Schneide (Ostgipfel) (3336 m) (⊙))                                                                         | 3367 m               | Ötztaler Alpen (Weißkamm) Lage                 | Tirol                    | 3,7 km → Weißer Kogel                            | 293 m                                                            |  |
| | Pfaffenkogel | 3366 m               | Stubaier Alpen Lage                            | Tirol                    |                                                  |                                                                  |  |
| | Westliche Schwarzenbergspitze | 3364 m               | Stubaier Alpen Lage                            | Tirol                    | 0,4 km → Östliche Schwarzenbergspitze            |                                                                  |  |
| weitere Bilder | Kleiner Similaun | 3363 m               | Ötztaler Alpen Lage                            | Tirol Italien            | 1 km → Similaun                                  |                                                                  |  |
| weitere Bilder | Taufkarkogel | 3362 m               | Ötztaler Alpen (Weißkamm) Lage                 | Tirol                    | 1,2 km → Ötztaler Urkund                         |                                                                  |  |
| | Falschunggspitze, Faltschunggspitz, Falschungspitze | 3361 m               | Ötztaler Alpen Lage                            | Tirol Italien            | 0,87 km → Karlesspitze                           |                                                                  |  |
| weitere Bilder | Wilde Leck | 3359 m               | Stubaier Alpen Lage                            | Tirol                    | 5,2 km → Schrankogel                             | 304 m ↓ Fernaujoch                                               |  |
| | Taschachwand | 3358 m               | Ötztaler Alpen (Weißkamm) Lage                 | Tirol                    | 0,8 km → Petersenspitze                          |                                                                  |  |
| weitere Bilder | Seekogel | 3357 m               | Ötztaler Alpen (Kaunergrat) Lage               | Tirol                    | 1,18 km → Rostizkogel                            | 140 m ↓ Scharte zwischen Watzebachferner und Nördl. Löcherferner |  |
| | Südlicher Latschkogel | 3357 m               | Ötztaler Alpen Lage                            | Tirol                    | 0,2 km → Nördlicher Latschkogel                  |                                                                  |  |
| weitere Bilder | Westliche Seespitze | 3355 m               | Stubaier Alpen Lage                            | Tirol                    | 0,62 km → Östliche Seespitze                     | 96 m ↓ Scharte zur Östl. Seespitze                               |  |
| weitere Bilder | Seikogel, Saykogel | 3355 m               | Ötztaler Alpen Lage                            | Tirol                    | 0,7 km → Sennkogel                               | 90 m ↓ Scharte zum Sennkogel                                     |  |
| weitere Bilder | Schwarze Wand | 3354 m               | Ötztaler Alpen Lage                            | Tirol Italien            | 0,6 km → Westlicher Fineilkopf                   |                                                                  |  |
| weitere Bilder | Aperer Pfaff | 3353 m               | Stubaier Alpen Lage                            | Tirol                    | 1,4 km → Zuckerhütl                              |                                                                  |  |
| weitere Bilder | Schwarzwandspitze, Schwarzwandspitz | 3353 m               | Stubaier Alpen                                 | Tirol                    | 1,2 km → Sonklarspitze                           |                                                                  |  |
| weitere Bilder | Glockturm | 3353 m               | Ötztaler Alpen (Glockturmkamm) Lage            | Tirol                    | 6,19 km → Weißseespitze                          | 405 m ↓ Weißseejoch                                              |  |
| weitere Bilder | Rofelewand, Rötlewand | 3353 m               | Ötztaler Alpen (Kaunergrat) Lage               | Tirol                    | 3,3 km → Verpeilspitze                           | 528 m ↓ Verpeiljoch                                              |  |
| | Vernagl, Vernagt | 3352 m               | Ötztaler Alpen (Weißkamm) Lage                 | Tirol Italien            | 0,6 km → Hochvernaglwand                         |                                                                  |  |
| | Kleiner Ramolkogel, Kleiner Randkogel | 3349 m               | Ötztaler Alpen Lage                            | Tirol                    | 0,6 km → Mittlerer Ramolkogel                    |                                                                  |  |
| weitere Bilder | Windacher Daunkogel | 3348 m               | Stubaier Alpen Lage                            | Tirol                    | 2,2 km → Wilde Leck                              | 245 m ↓ Wütenkarsattel                                           |  |
| | Nördliche Sexegertenspitze | 3348 m               | Ötztaler Alpen (Weißkamm) Lage                 | Tirol                    | 0,4 km → Südliche Sexegertenspitze               | ca. 55 m ↓ Scharte zur Südlichen Sexegertenspitze                |  |
| weitere Bilder | Warenkarseitenspitze | 3347 m               | Stubaier Alpen Lage                            | Tirol                    | 1 km → Windacher Daunkogel                       |                                                                  |  |
| | Mitterkopf | 3344 m               | Ötztaler Alpen (Weißkamm) Lage                 | Tirol                    | 0,2 km → Vorderer Brunnenkogel                   |                                                                  |  |
| weitere Bilder | Puitkogel, Puikogel | 3343 m               | Ötztaler Alpen (Geigenkamm) Lage               | Tirol                    | 2,6 km → Hohe Geige                              | 390 m ↓ Weißmaurachjoch                                          |  |
| weitere Bilder | Stubaier Wildspitze | 3341 m               | Stubaier Alpen                                 | Tirol                    | 1,46 km → Windacher Daunkogel                    | 168 m                                                            |  |
| Hohe Geige (Mitte Hinten), der erste Gipfel rechts davon ist die Silberschneid                                                                               | Silberschneid, Silberschneide (Silberschneide (Hauptgipfel), Silberschneide (Westgipfel))                                                                                     | 3341 m               | Ötztaler Alpen (Geigenkamm) Lage               | Tirol                    | 0,6 km → Hohe Geige                              | ca. 70 m ↓ Scharte zur Hohen Geige                               |  |
| weitere Bilder | Mittlerer Diemkogel | 3340 m               | Ötztaler Alpen Lage                            | Tirol                    | 0,9 km → Hinterer Diemkogel                      |                                                                  |  |
| | Rotegg | 3339 m               | Ötztaler Alpen Lage                            | Tirol Italien            | 0,9 km → Hinterer Seelenkogel                    |                                                                  |  |
| weitere Bilder | Kreuzkogel | 3338 m               | Ötztaler Alpen Lage                            | Tirol                    | 0,8 km → Sennkogel                               |                                                                  |  |
| | P. 3338 | 3338 m               | Ötztaler Alpen Lage                            | Tirol                    | 0,9 km → Talleitspitze                           |                                                                  |  |
| weitere Bilder | Rotmooskogel | 3336 m               | Ötztaler Alpen Lage                            | Tirol Italien            | 0,8 km → Hinterer Seelenkogel                    |                                                                  |  |
| | Annakogel | 3336 m               | Ötztaler Alpen Lage                            | Tirol                    | 0,9 km → Hochwilde Nordgipfel                    |                                                                  |  |
| weitere Bilder | Schaufelspitze | 3332 m               | Stubaier Alpen                                 | Tirol                    | 1,3 km → Stubaier Wildspitze                     | 216 m ↓ Bildstöckljoch                                           |  |
| | Schrankarkogel | 3332 m               | Stubaier Alpen Lage                            | Tirol                    | 0,6 km → Schrandele                              |                                                                  |  |
| | Östlicher Daunkogel | 3330 m               | Stubaier Alpen Lage                            | Tirol                    | 0,5 km → Stubaier Wildspitze                     |                                                                  |  |
| weitere Bilder | Hinterer Brunnenkogel | 3325 m               | Stubaier Alpen Lage                            | Tirol                    | 2,3 km → Schrandele                              |                                                                  |  |
| weitere Bilder | Hintergraslspitzen (Hintergraslspitze (3325 m), Hintergraslturm (3270 m)(⊙), Hintergrasleck (3170 m)(⊙))                                                                      | 3325 m               | Ötztaler Alpen (Weißkamm) Lage                 | Tirol                    | 1,06 km → Fluchtkogel                            | 84 m ↓ Scharte zum Fluchtkogel                                   |  |
| weitere Bilder | Löcherkogel | 3324 m               | Ötztaler Alpen (Kaunergrat) Lage               | Tirol                    | 1 km → Rostizkogel                               | 241 m ↓ Rostizjoch                                               |  |
| | Nördliche Wildgratspitze | 3320 m               | Stubaier Alpen Lage                            | Tirol                    |                                                  |                                                                  |  |
| weitere Bilder | Granatenkogel | 3318 m               | Ötztaler Alpen Lage                            | Tirol Italien            | 1,09 km → Hochfirst                              | 177 m ↓ Scharte zum Hochfirst                                    |  |
| | Manigenbachkogel, Maningenbachkogel | 3314 m               | Ötztaler Alpen Lage                            | Tirol                    | 0,5 km → Südlicher Latschkogel                   |                                                                  |  |
| | P. 3313 | 3313 m               | Ötztaler Alpen Lage                            | Tirol                    | 0,5 km → Hintergraslspitze                       |                                                                  |  |
| | Bankspitze, Bankkogel | 3311 m               | Ötztaler Alpen Lage                            | Tirol Italien            | 0,39 km → Falschunggspitze                       |                                                                  |  |
| | Mittlerer Spiegelkogel, Mittlerer Spielkogel | 3311 m               | Ötztaler Alpen Lage                            | Tirol                    | 0,9 km → Hinterer Spiegelkogel                   |                                                                  |  |
| | P. 3311 | 3311 m               | Ötztaler Alpen Lage                            | Tirol                    | 0,7 km → P. 3501                                 |                                                                  |  |
| | Nördliches Fluchthorn | 3309 m               | Silvretta Lage                                 | Tirol Schweiz            | 0,3 km → Mittleres Fluchthorn                    | ca. 65 m ↓ Scharte zum Fluchthorn Mittelgipfel                   |  |
| | Mutkogel | 3309 m               | Ötztaler Alpen (Weißkamm) Lage                 | Tirol                    | 0,89 km → Innere Schwarze Schneid                | 78 m ↓ Scharte zur Schwarzen Schneid                             |  |
| | Tiefenbachkogel | 3307 m               | Ötztaler Alpen (Weißkamm) Lage                 | Tirol                    | 0,4 km → Mutkogel                                | 73 m ↓ Tiefenbachjoch                                            |  |
| der spitze Gipfel in der Mitte am Horizont ist der Vordere Brunnenkogel                                                                                      | Vorderer Brunnenkogel | 3304 m               | Stubaier Alpen Lage                            | Tirol                    |                                                  |                                                                  |  |
| weitere Bilder | Reichenspitze | 3303 m               | Zillertaler Alpen Lage                         | Tirol Salzburg           | 12,2 km → Dreiherrnspitze                        | 683 m ↓ Schütttaler Joch                                         |  |
| | Mittlere Kräulspitze | 3303 m               | Stubaier Alpen Lage                            | Tirol                    | 0,7 km → Östliche Seespitze                      |                                                                  |  |
| weitere Bilder | Mutterberger Seespitze | 3302 m               | Stubaier Alpen Lage                            | Tirol                    | 1,1 km → Westliche Schwarzenbergspitze           |                                                                  |  |
| | Westlicher Daunkogel | 3301 m               | Stubaier Alpen Lage                            | Tirol                    | 0,4 km → Östlicher Daunkogel                     |                                                                  |  |
| | Windacher Daunkogel (Vorgipfel) | 3301 m               | Stubaier Alpen Lage                            | Tirol                    |                                                  |                                                                  |  |
| | Rechter Fernerkogel, Rechter Feuerkogel | 3300 m               | Ötztaler Alpen (Weißkamm) Lage                 | Tirol                    | 1,3 km → Schuchtkogel                            | ca. 95 m ↓ Scharte zu den Hohen Wänden                           |  |
| | Hinterer Eiskastenkopf | 3299 m               | Ötztaler Alpen (Kaunergrat) Lage               | Tirol                    | 0,7 km → Vordere Ölgrubenspitze                  |                                                                  |  |
| weitere Bilder | Lüsener Fernerkogel, Lisenser Fernerkogel, Lisenser Fernerkogl | 3298 m               | Stubaier Alpen Lage                            | Tirol                    | 1,66 km → Vorderer Brunnenkogel                  | 176 m ↓ Scharte zur Lüsener Spitze                               |  |
| Turnerkamp (Mitte), der Gipfel ganz rechts ist die Rossruggspitze                                                                                            | Rossruggspitze, Roßruggspitze, Roßruggspitz | 3298 m               | Zillertaler Alpen Lage                         | Tirol Italien            | 0,5 km → Turnerkamp                              |                                                                  |  |
| | Möselernock, Möseler Nock, Möselenock, Östlicher Möselernock, Östlicher Möselenock                                                                                            | 3297 m               | Zillertaler Alpen Lage                         | Tirol Italien            |                                                  |                                                                  |  |
| weitere Bilder | Hintere Ölgrubenspitze | 3296 m               | Ötztaler Alpen (Kaunergrat bzw. Weißkamm) Lage | Tirol                    | 1,2 km → Nördliche Sexegertenspitze              | 185 m ↓ Wannetjoch                                               |  |
| Hohe Geige (Mitte Hinten), der zweite Gipfel rechts davon ist der Hohe Kogel                                                                                 | Hoher Kogel | 3296 m               | Ötztaler Alpen (Geigenkamm) Lage               | Tirol                    | 1,2 km → Hohe Geige                              | ca. 90 m ↓ Scharte zur Hohen Geige                               |  |
| | Hinterer Wilder Turm | 3294 m               | Stubaier Alpen Lage                            | Tirol                    | 1,1 km → Schrandele                              |                                                                  |  |
| | Nördliche Kräulspitze | 3292 m               | Stubaier Alpen Lage                            | Tirol                    | 0,5 km → Mittlere Kräulspitze                    |                                                                  |  |
| | P. 3291 | 3291 m               | Ötztaler Alpen (Kaunergrat) Lage               | Tirol                    | 0,6 km → Rostizkogel                             | ca. 70 m ↓ Scharte zum Rostizkogel                               |  |
| weitere Bilder | Hohe Wand (Südgipfel) (Hohe Wand (Nordgipfel) (3281 m)) | 3289 m               | Zillertaler Alpen Lage                         | Tirol Italien            | 1,62 km → Schrammacher                           | 153 m                                                            |  |
| | Südliche Kräulspitze | 3289 m               | Stubaier Alpen Lage                            | Tirol                    | 0,3 km → Mittlere Kräulspitze                    |                                                                  |  |
| | Nördlicher Hapmeskopf | 3289 m               | Ötztaler Alpen (Kaunergrat) Lage               | Tirol                    | 1,2 km → Löcherkogel                             | ca. 130 m ↓ Scharte zum Löcherkogel                              |  |
| weitere Bilder | Gefrorene-Wand-Spitzen, Gefrorene Wandspitze, Gefrorene Wand Spitzen (Nordgipfel (3288 m), Südgipfel (3270 m))                                                                | 3288 m               | Zillertaler Alpen Lage                         | Tirol                    | 1,9 km → Olperer                                 | 258 m ↓ Riepensattel                                             |  |
| | Wildes Hinterbergl | 3288 m               | Stubaier Alpen Lage                            | Tirol                    | 0,5 km → Hinterer Brunnenkogel                   |                                                                  |  |
| weitere Bilder | Strahlkogel | 3288 m               | Stubaier Alpen Lage                            | Tirol                    | 7,1 km → Vorderer Brunnenkogel                   | 506 m ↓ Winnebachjoch                                            |  |
| weitere Bilder | Breiter Grießkogel, Breiter Grieskogel | 3287 m               | Stubaier Alpen Lage                            | Tirol                    | 0,9 km → Strahlkogel                             | 140 m ↓ Scharte zum Strahlkogel                                  |  |
| | Vorderer Seelenkogel, Vorderer Seelekogel | 3286 m               | Ötztaler Alpen Lage                            | Tirol                    | 1,2 km → Mittlerer Seelenkogel                   |                                                                  |  |
| | Seewerspitze, Seewer Spitze, Seeberspitze, Seeberspitz, Seeber Spitze | 3286 m               | Ötztaler Alpen Lage                            | Tirol Italien            | 0,5 km → Hochfirst                               |                                                                  |  |
| weitere Bilder | Großer Mörchner | 3285 m               | Zillertaler Alpen Lage                         | Tirol                    | 2,05 km → Schwarzenstein                         | 154 m ↓ Schwarzensteinsattel                                     |  |
| | P. 3285 | 3285 m               | Ötztaler Alpen (Geigenkamm) Lage               | Tirol                    | 0,4 km → Hoher Kogel                             | ca. 70 m ↓ Scharte zum Hohen Kogel                               |  |
| weitere Bilder | Wildgerlosspitze (Hauptgipfel (3280 m), Nordwestgipfel = Signalspitze (ca. 3267 m))                                                                                           | 3280 m               | Zillertaler Alpen Lage                         | Tirol Salzburg           | 1,04 km → Reichenspitze                          | 140 m ↓ Scharte zur Reichenspitze                                |  |
| weitere Bilder | Kirchenkogel, Gurgler Kirchenkogel | 3280 m               | Ötztaler Alpen Lage                            | Tirol                    | 0,8 km → Liebenerspitze                          |                                                                  |  |
| | Hölltalspitze | 3279 m               | Stubaier Alpen Lage                            | Tirol                    | 0,5 km → Östliche Schwarzenbergspitze            |                                                                  |  |
| | Westlicher Rofenbergkopf | 3279 m               | Ötztaler Alpen (Weißkamm) Lage                 | Tirol                    | 2,8 km → Langtauferer Spitze                     | ca. 155 m ↓ Scharte zur Inneren Quellspitze                      |  |
| | Stockkogel, Zirmkogel | 3278 m               | Ötztaler Alpen Lage                            | Tirol                    | 1,9 km → Gampleskogel                            |                                                                  |  |
| weitere Bilder | Habicht, Hager, Hoger | 3277 m               | Stubaier Alpen Lage                            | Tirol                    | 10,1 km → Östliche Seespitze                     | 553 m ↓ Simmingjöchl                                             |  |
| weitere Bilder | Linker Fernerkogel | 3277 m               | Ötztaler Alpen (Weißkamm) Lage                 | Tirol                    | 0,68 km → Tiefenbachkogel                        | 125 m ↓ Hangender Ferner                                         |  |
| weitere Bilder | Gsallkopf, Griesskogel | 3277 m               | Ötztaler Alpen (Kaunergrat) Lage               | Tirol                    | 1,1 km → Rofelewand                              | ca. 285 m ↓ Scharte zur Rofelewand                               |  |
| | Schrankarkopf | 3275 m               | Stubaier Alpen Lage                            | Tirol                    |                                                  |                                                                  |  |
| | Südliche Wildgratspitze | 3274 m               | Stubaier Alpen Lage                            | Tirol                    |                                                  |                                                                  |  |
| | Rotgratspitz, Rotgratspitze | 3273 m               | Stubaier Alpen Lage                            | Tirol                    | 0,3 km → Lüsener Fernerkogel                     |                                                                  |  |
| | P. 3273, P. 3284 | 3273 m               | Ötztaler Alpen (Weißkamm) Lage                 | Tirol                    | 0,8 km → Weißer Kogel                            | 93 m ↓ Scharte zum Weißen Kogel                                  |  |
| Großer Löffler (mittig) und Tribbachspitze (mittig rechts)                                                                                                   | Tribbachspitze, Trippachspitze | 3271 m               | Zillertaler Alpen Lage                         | Tirol Italien            | 0,4 km → Großer Löffler                          |                                                                  |  |
| weitere Bilder | Im Hintern Eis, Im Hinteren Eis, Am hinteren Eis (Im Hinteren Eis (Ostgipfel), Im Hinteren Eis (Westgipfel))                                                                  | 3270 m               | Ötztaler Alpen (Weißkamm) Lage                 | Tirol Italien            | 0,58 km → Westlicher Rofenbergkopf               |                                                                  |  |
| | Östlicher Feuerstein | 3267 m               | Stubaier Alpen Lage                            | Tirol Italien            | 3,9 km → Wilder Freiger (Signalgipfel) (3393 m)⊙ |                                                                  |  |
| | Mutmalkamm | 3266 m               | Ötztaler Alpen Lage                            | Tirol                    | 1,2 km → Mutmalspitze                            |                                                                  |  |
| weitere Bilder | Großer Kaserer, Haserer | 3263 m               | Zillertaler Alpen Lage                         | Tirol                    | 0,53 km → Olperer                                | 86 m ↓ Scharte zum Falschen Kaserer                              |  |
| weitere Bilder | Aperer Freiger | 3261 m               | Stubaier Alpen Lage                            | Tirol                    | 0,9 km → Wilder Freiger                          | 115 m ↓ Lübecker Scharte                                         |  |
| | Mittlerer Eiskastenkopf | 3259 m               | Ötztaler Alpen (Kaunergrat) Lage               | Tirol                    | 0,8 km → Bliggspitze                             |                                                                  |  |
| | Mutspitze | 3257 m               | Ötztaler Alpen (Weißkamm) Lage                 | Tirol                    | 1 km → Vordere Hintereisspitze                   |                                                                  |  |
| Hohe Geige (Mitte Hinten), der dritte Gipfel rechts davon ist der Breite Kogel                                                                               | Breiter Kogel | 3256 m               | Ötztaler Alpen (Geigenkamm) Lage               | Tirol                    |                                                  |                                                                  |  |
| weitere Bilder | Äußere Schwarze Schneid, Äussere Schwarze Schneid, Äußere Schwarze Schneide                                                                                                   | 3255 m               | Ötztaler Alpen (Weißkamm) Lage                 | Tirol                    | 2,2 km → Innere Schwarze Schneid                 | 199 m ↓ Seiter Jöchl                                             |  |
| weitere Bilder | III. Hornspitze, Berliner Spitze, Dritter Hornspitz, Höchste Hornspitze | 3254 m               | Zillertaler Alpen Lage                         | Tirol                    | 2,1 km → Schwarzenstein                          | 234 m ↓ Schwarzenbachscharte                                     |  |
| | Falscher Kaserer | 3254 m               | Zillertaler Alpen Lage                         | Tirol                    | 0,3 km → Großer Kaserer                          |                                                                  |  |
| weitere Bilder | K2, Ötztaler K2, P. 3253 | 3253 m               | Ötztaler Alpen (Kaunergrat) Lage               | Tirol                    | 0,13 km → Rostizkogel                            | 43 m ↓ Scharte zum Rostizkogel                                   |  |
| weitere Bilder | Wassertalkogel | 3252 m               | Ötztaler Alpen (Geigenkamm) Lage               | Tirol                    | 1,46 km → Puitkogel                              | 172 m ↓ Scharte zwischen Sonnenkogel und Puitkogel               |  |
| weitere Bilder | Rauchkofel, Rauhkofel, Rauchkogel | 3251 m               | Zillertaler Alpen Lage                         | Tirol Italien            | 7,2 km → Reichenspitze                           | 593 m ↓ Heilig-Geist-Jöchl                                       |  |
| | Brunnenkarkopf | 3246 m               | Ötztaler Alpen (Weißkamm) Lage                 | Tirol                    | 0,9 km → Hinterer Brunnenkogel                   | ca. 75 m ↓ Scharte zum Ht. Brunnenkogel                          |  |
| | Westlicher Feuerstein | 3245 m               | Stubaier Alpen Lage                            | Tirol Italien            | 0,5 km → Östlicher Feuerstein                    |                                                                  |  |
| | Atterkarspitzen (Südliche Atterkarspitze (3244 m), Mittlere Atterkarspitze (3175 m)(⊙), Nördliche Atterkarspitze (3180 m)(⊙))                                                 | 3244 m               | Stubaier Alpen Lage                            | Tirol                    | 0,7 km → Wilde Leck                              |                                                                  |  |
| | Nördlichste Wütenkarspitze (Wütenkarspitzen) | 3244 m               | Stubaier Alpen Lage                            | Tirol                    |                                                  |                                                                  |  |
| | Östlicher Möselekopf, Östlicher Möselerkopf, Östliche Möselescharte | 3240 m               | Zillertaler Alpen Lage                         | Tirol Italien            | 0,8 km → Roßruggspitze                           |                                                                  |  |
| | Südlicher Hapmeskopf | 3240 m               | Ötztaler Alpen (Kaunergrat) Lage               | Tirol                    | 0,5 km → Nördlicher Hapmeskopf                   |                                                                  |  |
| | P. 3240 | 3240 m               | Ötztaler Alpen (Weißkamm) Lage                 | Tirol Italien            | 1,2 km → Im Hintern Eis                          | ca. 80 m ↓ Scharte zum Im hintern Eis                            |  |
| | Heuflerkogel, Heufler Kogel | 3238 m               | Ötztaler Alpen Lage                            | Tirol Italien            | 0,9 km → Liebenerspitze                          |                                                                  |  |
| | Riffljochturm | 3237 m               | Ötztaler Alpen (Glockturmkamm) Lage            | Tirol                    |                                                  |                                                                  |  |
| | Felsköpfl, Felskopf | 3235 m               | Zillertaler Alpen Lage                         | Tirol Italien            | 0,8 km → Schwarzenstein                          |                                                                  |  |
| weitere Bilder | Hoher Seeblaskogel | 3235 m               | Stubaier Alpen Lage                            | Tirol                    | 2,6 km → Vorderer Brunnenkogel                   | 353 m ↓ Bachfallenscharte                                        |  |
| | Alpeiner Knotenspitze, Alpeiner Knotespitze | 3233 m               | Stubaier Alpen Lage                            | Tirol                    | 0,7 km → Nördliche Kräulspitze                   |                                                                  |  |
| | Eiskögele, Eisseekögele, Eisseespitze | 3233 m               | Ötztaler Alpen Lage                            | Tirol                    | 0,6 km → Vorderer Seelenkogel                    |                                                                  |  |
| weitere Bilder | Hoher Riffler | 3231 m               | Zillertaler Alpen Lage                         | Tirol                    | 2,6 km → Gefrorene-Wand-Spitzen                  | 321 m ↓ Friesenbergscharte                                       |  |
| weitere Bilder | Lüsener Spitze, Lisenser Spitze, Lisener Spitz | 3231 m               | Stubaier Alpen Lage                            | Tirol                    | 0,6 km → Rotgratspitz                            |                                                                  |  |
| | Vordere Karlesspitze, Vorderer Karlspitz | 3230 m               | Ötztaler Alpen (Weißkamm) Lage                 | Tirol Italien            | 1,1 km → Weißseespitze                           | 129 m ↓ Falginjoch                                               |  |
| | Mörchenschneide | 3230 m               | Zillertaler Alpen Lage                         | Tirol                    | → Großer Mörchner                                |                                                                  |  |
| | Südlicher Rofenbergkopf | 3229 m               | Ötztaler Alpen Lage                            | Tirol                    |                                                  |                                                                  |  |
| | Zirmeggenkogel, Zirmeggkogel | 3229 m               | Ötztaler Alpen Lage                            | Tirol                    | 0,8 km → Stockkogel                              |                                                                  |  |
| weitere Bilder | Augstenberg, Nördliche Augstenspitze, Nördliche Augustenspitze, Nördlicher Augstenberg, Piz Blaisch Lunga                                                                     | 3228 m               | Silvretta Lage                                 | Tirol Schweiz            | 3,2 km → Fluchthorn                              | 430 m ↓ Vermuntpass                                              |  |
| | Wurmtaler Kopf, Wurmtalerkopf | 3228 m               | Ötztaler Alpen (Kaunergrat) Lage               | Tirol                    | 0,8 km → Eiskastenspitze                         | 139 m ↓ Wurmtaler Joch                                           |  |
| weitere Bilder | Sagwandspitze | 3227 m               | Zillertaler Alpen Lage                         | Tirol                    | 1,1 km → Schrammacher                            |                                                                  |  |
| | Teufelsegg | 3227 m               | Ötztaler Alpen (Weißkamm) Lage                 | Tirol Italien            | 0,5 km → Unbenannter Gipfel P. 3240              | ca. 65 m ↓ Scharte zum unb. Gipfel P. 3240                       |  |
| | Zahme Leck | 3226 m               | Stubaier Alpen Lage                            | Tirol                    | 0,3 km → Wilde Leck                              |                                                                  |  |
| | Hintere Stangenspitze | 3225 m               | Zillertaler Alpen Lage                         | Tirol                    | 8,4 km → Großer Löffler                          |                                                                  |  |
| weitere Bilder | Hinterer Daunkopf | 3225 m               | Stubaier Alpen Lage                            | Tirol                    | 1,7 km → Westlicher Daunkogel                    | 168 m ↓ Daunjoch                                                 |  |
| weitere Bilder | Kleiner Löffler | 3224 m               | Zillertaler Alpen Lage                         | Tirol                    | 0,5 km → Großer Löffler                          |                                                                  |  |
| | P. 3224 | 3224 m               | Ötztaler Alpen (Weißkamm) Lage                 | Tirol                    | 0,6 km → Äußere Schwarze Schneid                 | ca. 70 m ↓ Scharte zur Äußeren Schwarzen Schneid                 |  |
| | II. Hornspitze, Zweiter Hornspitz | 3221 m               | Zillertaler Alpen Lage                         | Tirol Italien            | 0,1 km → III. Hornspitze                         |                                                                  |  |
| | Nördliche Wütenkarspitze (Nordgipfel) (Wütenkarspitzen) | 3220 m               | Stubaier Alpen Lage                            | Tirol                    |                                                  |                                                                  |  |
| | Östliche Schnapfenspitze, Schnapfenstein | 3219 m               | Silvretta Lage                                 | Tirol                    | 0,8 km → Fluchthorn                              | 113 m ↓ Scharte zum Fluchthorn                                   |  |
| | Egg | 3219 m               | Ötztaler Alpen (Weißkamm) Lage                 | Tirol Italien            | 0,5 km → Unbenannter Gipfel P. 3240              |                                                                  |  |
| | Mitterkamm | 3219 m               | Ötztaler Alpen (Weißkamm) Lage                 | Tirol                    | 0,8 km → Mitterkopf                              |                                                                  |  |
| | Rifflkarspitze | 3219 m               | Ötztaler Alpen (Glockturmkamm) Lage            | Tirol                    | 0,53 km → Glockturm                              | 72 m ↓ Riffljoch                                                 |  |
| weitere Bilder | Längentaler Weißer Kogel, Längentaler Weißkogel, Längentaler Weißenkogel | 3217 m               | Stubaier Alpen Lage                            | Tirol                    | 2,3 km → Hinterer Brunnenkogel                   | 229 m ↓ Längentaljoch                                            |  |
| | Nördliche Wütenkarspitze (Südgipfel) (Wütenkarspitzen) | 3217 m               | Stubaier Alpen Lage                            | Tirol                    |                                                  |                                                                  |  |
| weitere Bilder | Geißlehnkogel, Gaislehnkogel (Großer Gaislehnkogel (Ostgipfel) (3216 m), Großer Gaislehnkogel (Westgipfel) (3214 m))                                                          | 3216 m               | Stubaier Alpen Lage                            | Tirol                    | 1 km → Längentaler Weißer Kogel                  |                                                                  |  |
| weitere Bilder | Kuchelmooskopf | 3214 m               | Zillertaler Alpen Lage                         | Tirol                    | 0,43 km → Wildgerlosspitze                       | 104 m ↓ Scharte zur Wildgerlosspitze                             |  |
| | Breitnock | 3212 m               | Zillertaler Alpen Lage                         | Tirol Italien            | 0,9 km → Hoher Weißzint                          |                                                                  |  |
| weitere Bilder | Hoher Nebelkogel | 3211 m               | Stubaier Alpen Lage                            | Tirol                    | 0,9 km → Warenkarseitenspitze                    |                                                                  |  |
| | Schußgrubenkogel, Schussgrubenkogel, Schußgrubenspitze | 3211 m               | Stubaier Alpen Lage                            | Tirol                    | 1,03 km → Schaufelspitze                         | 99 m ↓ Scharte zur Schaufelspitze                                |  |
| | P. 3210, P. 3214 | 3210 m               | Ötztaler Alpen (Weißkamm) Lage                 | Tirol                    | 1 km → Mutkogel                                  | ca. 105 m ↓ Scharte zum Mutkogel                                 |  |
| Blick von „Top of Tyrol“ | Großer Isidor (neben Top Of Tyrol) | 3210 m               | Stubaier Alpen Lage                            | Tirol                    | 0,33 km → Schaufelspitze                         | ca. 55 m ↓ Schaufeljoch                                          |  |
| | Mittlere Wütenkarspitze (Wütenkarspitzen) | 3209 m               | Stubaier Alpen Lage                            | Tirol                    |                                                  |                                                                  |  |
| weitere Bilder | Wollbachspitze, Wollbachspitz | 3209 m               | Zillertaler Alpen Lage                         | Tirol Italien            | 0,83 km → Hintere Stangenspitze                  | 154 m ↓ Stangenjoch                                              |  |
| | Hahnenkamm | 3209 m               | Zillertaler Alpen Lage                         | Tirol Salzburg           | 0,5 km → Reichenspitze                           |                                                                  |  |
| | Seekarlesschneid | 3207 m               | Ötztaler Alpen (Kaunergrat) Lage               | Tirol                    | 1,4 km → Watzespitze                             | ca. 90 m ↓ Scharte zur Watzespitze                               |  |
| weitere Bilder | Schneekarspitze | 3206 m               | Zillertaler Alpen Lage                         | Tirol Salzburg           | 0,4 km → Wildgerlosspitze                        |                                                                  |  |
| | Südliche Wütenkarspitze (Wütenkarspitzen) | 3206 m               | Stubaier Alpen Lage                            | Tirol                    |                                                  |                                                                  |  |
| | Larstiger Fernerkopf, Larstigfernerkopf | 3203 m (oder 3216 m) | Stubaier Alpen Lage                            | Tirol                    |                                                  |                                                                  |  |
| weitere Bilder | Großer Greiner | 3201 m               | Zillertaler Alpen Lage                         | Tirol                    | 3,1 km → Großer Möseler                          | 194 m ↓ Reischbergscharte                                        |  |
| weitere Bilder | Pitztaler Urkund | 3201 m               | Ötztaler Alpen (Weißkamm) Lage                 | Tirol                    | 0,7 km → Hochvernagtwand                         | 164 m ↓ Urkundsattel                                             |  |
| | Essener Spitze | 3200 m               | Ötztaler Alpen Lage                            | Tirol Italien            | 0,6 km → Granatenkogel                           |                                                                  |  |
| | Höhlenspitze (Höhlenspitze (Hauptgipfel), Höhlenspitze (Ostgipfel)) | 3200 m               | Ötztaler Alpen (Glockturmkamm) Lage            | Tirol                    | 0,9 km → Rifflkarspitze                          | ca. 100 m ↓ Scharte zur Rifflkarspitze                           |  |
| | Schwärzenkamm (Hauptgipfel) | 3200 m               | Ötztaler Alpen Lage                            | Tirol                    |                                                  |                                                                  |  |
| weitere Bilder | IV. Hornspitze, IV. Hornspitz, Vierter Hornspitz | 3198 m               | Zillertaler Alpen Lage                         | Tirol Italien            | 0,6 km → II. Hornspitze                          |                                                                  |  |
| | Kleiner Mörchner | 3198 m               | Zillertaler Alpen Lage                         | Tirol                    | 0,9 km → Großer Mörchner                         |                                                                  |  |
| weitere Bilder | Dreiländerspitze | 3197 m               | Silvretta Lage                                 | Tirol Vorarlberg Schweiz | 1,9 km → Piz Buin                                | 304 m ↓ Urezzasjoch                                              |  |
| weitere Bilder | Westliche Floitenspitze | 3195 m               | Zillertaler Alpen Lage                         | Tirol Italien            | 1,1 km → Felsköpfl                               | 168 m ↓ Floitenjoch                                              |  |
| | Kühlehnkarschneid, Kühlehnkarschneide, Künlehnkarschneid (Kühlehnkarschneide (Südgipfel) (3195 m), Kühlehnkarschneide (Nordgipfel) (3188 m))                                  | 3195 m               | Stubaier Alpen Lage                            | Tirol                    | 1,1 km → Gaislehnkogel                           |                                                                  |  |
| weitere Bilder | Gschrappkogel | 3194 m               | Ötztaler Alpen (Geigenkamm) Lage               | Tirol                    | 0,65 km → Wassertalkogel                         | 52 m                                                             |  |
| weitere Bilder | Hollenzkopf | 3194 m               | Zillertaler Alpen Lage                         | Tirol Italien            | 0,6 km → Wollbachspitze                          |                                                                  |  |
| | Totenkarköpfl | 3193 m               | Ötztaler Alpen (Kaunergrat) Lage               | Tirol                    | 0,3 km → Rofelewand                              | ca. 55 m ↓ Scharte zur Rofelewand                                |  |
| der (kleine) Gipfel zwischen Schrammacher und Sagwandspitze ist der Sagzahn                                                                                  | Sagzahn | 3192 m               | Zillertaler Alpen Lage                         | Tirol                    |                                                  |                                                                  |  |
| weitere Bilder | Furtschaglspitze | 3190 m               | Zillertaler Alpen Lage                         | Tirol                    | 0,87 km → Großer Möseler                         | 102 m ↓ Scharte zum Möseler                                      |  |
| weitere Bilder | Gleirscher Fernerkogel, Gleirschfernerkogl, Roßkarspitze | 3189 m               | Stubaier Alpen Lage                            | Tirol                    | 3,1 km → Strahlkogel                             | 321 m ↓ Zwieselbachjoch                                          |  |
| weitere Bilder | Kleiner Isidor | 3189 m               | Stubaier Alpen Lage                            | Tirol                    | 0,31 km → Großer Isidor                          |                                                                  |  |
| weitere Bilder | Krone, Spitzige Krone | 3188 m               | Silvretta Lage                                 | Tirol Schweiz            | 1,5 km → Fluchthorn                              | 242 m ↓ Zahnjoch                                                 |  |
| | Kuhscheibe, Kuhscheibenspitz | 3188 m               | Stubaier Alpen Lage                            | Tirol                    | 0,96 km → Zahme Leck                             | 126 m ↓ Scharte zur Zahmen Leck                                  |  |
| | Scheiblehnwand | 3185 m               | Stubaier Alpen Lage                            | Tirol                    | 1,4 km → Schwarzwandspitze                       |                                                                  |  |
| weitere Bilder | Ampferkogel | 3183 m               | Ötztaler Alpen (Geigenkamm) Lage               | Tirol                    | 0,4 km → Silberschneid                           |                                                                  |  |
| weitere Bilder | Winnebacher Weißkogel, Winnebacher Weißer Kogel | 3182 m               | Stubaier Alpen Lage                            | Tirol                    | 0,37 km → Gleirscher Fernerkogel                 | 133 m ↓ Scharte zum Gleirscher Fernerkogel                       |  |
| | Westliche Schnapfenspitze, Schnapfenspitze Westgipfel | 3179 m               | Silvretta Lage                                 | Tirol                    | 0,3 km → Schnapfenspitze                         |                                                                  |  |
| | Großer Talggenkopf, Höchster Talggenkopf (Talggenköpfe) | 3179 m               | Zillertaler Alpen Lage                         | Tirol                    |                                                  |                                                                  |  |
| | Vordere Jamspitze, Vordere Zamspitze, Vorderer Jamspitz | 3178 m               | Silvretta Lage                                 | Tirol Schweiz            | 0,7 km → Dreiländerspitze                        | ca. 120 m ↓ Scharte zur Dreiländerspitze                         |  |
| | Vorderer Wilder Turm | 3177 m               | Stubaier Alpen Lage                            | Tirol                    | 0,6 km → Hinterer Wilder Turm                    |                                                                  |  |
| weitere Bilder | Bachfallenkopf | 3176 m               | Stubaier Alpen Lage                            | Tirol                    | 0,4 km → Längentaler Weißer Kogel                |                                                                  |  |
| weitere Bilder | Hintere Grubenwand, Schwarze Wand | 3173 m               | Stubaier Alpen Lage                            | Tirol                    | 1,63 km → Gleirscher Fernerkogel                 | 218 m ↓ Scharte zum Fernerkogel                                  |  |
| weitere Bilder | Schneespitze, Schneespitz | 3173 m               | Stubaier Alpen                                 | Tirol                    | 0,8 km → Östlicher Feuerstein                    | 113 m ↓ Pflerscher Niederjoch                                    |  |
| | Wildkarspitze, Wildkarspitz | 3173 m               | Stubaier Alpen                                 | Tirol                    | 0,3 km → Hoher Nebelkogel                        |                                                                  |  |
| | I. Hornspitze, I. Hornspitz, Erster Hornspitz | 3172 m               | Zillertaler Alpen Lage                         | Tirol Italien            | 0,6 km → II. Hornspitze                          |                                                                  |  |
| | Larstigspitze | 3172 m               | Stubaier Alpen Lage                            | Tirol                    | 1,1 km → Strahlkogel                             |                                                                  |  |
| | P. 3172, P. 3176 | 3172 m               | Ötztaler Alpen (Weißkamm) Lage                 | Tirol                    | 0,4 km → P. 3210                                 | ca. 65 m ↓ Scharte zum P. 3210                                   |  |
| | Plattigkopf | 3170 m               | Ötztaler Alpen (Glockturmkamm) Lage            | Tirol                    | 3 km → Rifflkarspitze                            | 230 m ↓ Kaiserjoch                                               |  |
| | Kleinspitze | 3169 m               | Zillertaler Alpen Lage                         | Tirol                    | 1,7 km → Rauchkofel                              |                                                                  |  |
| weitere Bilder | Hoher Riffler Nordgipfel, Pettneuer Riffler | 3168 m               | Verwallgruppe Lage                             | Tirol                    | 23,8 km → Stammerspitze                          | 1326 m ↓ Zeinisjoch                                              |  |
| | Grasstaller Grieskogel, Grastaler Grieskogel | 3168 m               | Stubaier Alpen Lage                            | Tirol                    | 0,5 km → Strahlkogel                             |                                                                  |  |
| | Hoher Riffler Südgipfel | 3166 m               | Verwallgruppe Lage                             | Tirol                    |                                                  |                                                                  |  |
| | Pflerscher Hochjoch (Südgipfel) | 3166 m               | Stubaier Alpen Lage                            | Tirol Italien            |                                                  |                                                                  |  |
| | Pflerscher Hochjoch (Nordgipfel) | 3166 m               | Stubaier Alpen Lage                            | Tirol                    |                                                  |                                                                  |  |
| | Sonnenkogel | 3166 m               | Ötztaler Alpen (Geigenkamm) Lage               | Tirol                    | 0,7 km → Wassertalkogel                          | ca. 70 m ↓ Scharte zum Wassertalkogel                            |  |
| | Vordere Grubenwand | 3165 m               | Stubaier Alpen Lage                            | Tirol                    |                                                  |                                                                  |  |
| | Gampleskopf | 3165 m               | Ötztaler Alpen Lage                            | Tirol                    | 1,3 km → Nördlicher Latschkogel                  |                                                                  |  |
| | Hochebenkamm | 3165 m               | Ötztaler Alpen Lage                            | Tirol                    |                                                  |                                                                  |  |
| | Grabawand, Grawawand, Grawwand | 3163 m               | Stubaier Alpen Lage                            | Tirol                    | 1,2 km → Ruderhofspitze                          |                                                                  |  |
| weitere Bilder | Niederkogel, Nederkogel, Nederkogl, Nörderkogel | 3163 m               | Ötztaler Alpen Lage                            | Tirol                    | 3,2 km → Stockkogel                              |                                                                  |  |
| | Östlicher Sonnenkogel | 3163 m               | Ötztaler Alpen (Kaunergrat) Lage               | Tirol                    | 0,4 km → Totenkarköpfl                           | ca. 105 m ↓ Scharte zum Totenkarköpfl                            |  |
| | Nördliche Chalausspitze, Nördliche Chaulauspitze | 3161 m               | Silvretta Lage                                 | Tirol Schweiz            | 0,8 km → Augstenberg                             | ca. 75 m ↓ Scharte zum Augstenberg                               |  |
| | Hintere Karlesspitze, Hinterer Karlspitz | 3160 m               | Ötztaler Alpen (Weißkamm) Lage                 | Tirol Italien            | 0,5 km → Vordere Karlesspitze                    | ca. 60 m ↓ Scharte zur Vorderen Karlesspitze                     |  |
| weitere Bilder | Trinkerkogel, Trinker Kogel | 3160 m               | Ötztaler Alpen Lage                            | Tirol Italien            | 0,4 km → Heuflerkogel                            |                                                                  |  |
| | Signalspitze | 3159 m               | Silvretta Lage                                 | Tirol Schweiz            | 1 km → Augstenberg                               |                                                                  |  |
| weitere Bilder | Mittagskogel | 3159 m               | Ötztaler Alpen (Weißkamm) Lage                 | Tirol                    | 0,96 km → Mitterkamm                             | 105 m ↓ Scharte zum Mitterkamm                                   |  |
| weitere Bilder | Rosswandspitze, Roßwandspitze | 3157 m               | Zillertaler Alpen Lage                         | Tirol                    | 1,7 km → Hintere Stangenspitze                   |                                                                  |  |
| | Langtaler Jochspitze, Langtalerjochspitze | 3157 m               | Ötztaler Alpen Lage                            | Tirol Italien            | 1,1 km → Rotegg                                  |                                                                  |  |
| | Hintere Jamspitze, Hintere Zamspitze, Hintere Jamtalspitze, Hinterer Jamspitz                                                                                                 | 3156 m               | Silvretta Lage                                 | Tirol Schweiz            | 0,4 km → Vordere Jamspitze                       | 91 m ↓ Jamjoch                                                   |  |
| | Vordere Sonnenwand | 3156 m               | Stubaier Alpen Lage                            | Tirol                    | 1,8 km → Gleirscher Fernerkogel                  |                                                                  |  |
| | Kaisergratspitze | 3155 m               | Ötztaler Alpen (Glockturmkamm) Lage            | Tirol                    | 0,5 km → Höhlenspitze                            | ca. 135 m ↓ Scharte zur Höhlenspitze                             |  |
| | Hohe Winnebachspitze | 3155 m               | Stubaier Alpen Lage                            | Tirol                    |                                                  |                                                                  |  |
| | Östliche Floitenspitze | 3154 m               | Zillertaler Alpen Lage                         | Tirol Italien            | 0,4 km → Westliche Floitenspitze                 |                                                                  |  |
| weitere Bilder | Wilde Geige, Kleine Geige | 3152 m               | Ötztaler Alpen (Geigenkamm) Lage               | Tirol                    | 0,7 km → Breiter Kogel                           | ca. 120 m ↓ Scharte zum Breiten Kogel                            |  |
| | Murkarspitze | 3150 m               | Stubaier Alpen Lage                            | Tirol                    | 1,9 km → Kuhscheibe                              |                                                                  |  |
| | P. 3150, P. 3154 | 3150 m               | Ötztaler Alpen (Weißkamm) Lage                 | Tirol                    | 0,4 km → P. 3214                                 | ca. 75 m ↓ Scharte zum P. 3214                                   |  |
| weitere Bilder | Kuchenspitze | 3148 m               | Verwallgruppe Lage                             | Tirol                    | 13 km → Hoher Riffler                            | 578 m ↓ Lattejoch                                                |  |
| | V. Hornspitze, Fünfter Hornspitz, Vordere Hornspitze | 3148 m               | Zillertaler Alpen Lage                         | Tirol Italien            | 0,6 km → IV. Hornspitze                          |                                                                  |  |
| | Pfroslkopf, Pfrosikopf | 3148 m               | Ötztaler Alpen (Glockturmkamm) Lage            | Tirol                    | 5,6 km → Plattigkopf                             | 298 m ↓ Halsle                                                   |  |
| weitere Bilder | Küchlspitze, Küchelspitze | 3147 m               | Verwallgruppe Lage                             | Tirol                    | 0,8 km → Kuchenspitze                            | 132 m ↓ Scharte zur Kuchenspitze                                 |  |
| weitere Bilder | Zillerplattenspitze | 3147 m               | Zillertaler Alpen Lage                         | Tirol Salzburg           | 4,1 km → Kleinspitze                             |                                                                  |  |
| | Hintere Guslarspitze | 3147 m               | Ötztaler Alpen (Weißkamm) Lage                 | Tirol                    | 0,68 km → Untere Kesselwandspitze                | 75 m ↓ Scharte zur Kesselwandspitze                              |  |
| | Marzellkammspitze, Marzellkamm | 3147 m               | Ötztaler Alpen Lage                            | Tirol                    | 1,7 km → Kleiner Similaun                        |                                                                  |  |
| | Matternturm | 3146 m               | Ötztaler Alpen Lage                            | Tirol                    | 0,5 km → Glockturm                               |                                                                  |  |
| | Steinmandl Steinmandl I Steinmandl II | 3145 m               | Ötztaler Alpen Lage                            | Tirol                    | 0,7 km → Vorderer Diemkogel                      |                                                                  |  |
| | Kleiner Gaislehnkogel, Kleiner Gaißlehnkogel, Furmenteler Gaißlehnkogel, Furmenteler Gaislehnkogel, Murmenteler                                                               | 3145 m               | Stubaier Alpen Lage                            | Tirol                    | 0,4 km → Geißlehnkogel                           |                                                                  |  |
| weitere Bilder | Napfspitze, Napfspitz, Dreiecketer | 3144 m               | Zillertaler Alpen Lage                         | Tirol Italien            | 4,2 km → Rauhkofel                               | 585 m ↓ Hundskehljoch                                            |  |
| | Jochköpfl | 3143 m               | Stubaier Alpen Lage                            | Tirol                    | 4,2 km → Scheiblehnwand                          |                                                                  |  |
| | Schrammachgrat | 3143 m               | Zillertaler Alpen Lage                         | Tirol                    |                                                  |                                                                  |  |
| | Piz Maskus | 3140 m               | Ötztaler Alpen (Kaunergrat) Lage               | Tirol                    |                                                  |                                                                  |  |
| | Nördlicher Talggenkopf (Talggenköpfe) | 3138 m               | Zillertaler Alpen Lage                         | Tirol                    |                                                  |                                                                  |  |
| | Schraakogel, Schrakogel | 3137 m               | Stubaier Alpen Lage                            | Tirol                    | 0,7 km → Jochköpfl                               |                                                                  |  |
| | Schnapfenkuchlspitze, Mittlere Schnapfenkuchl | 3135 m               | Silvretta Lage                                 | Tirol                    | 0,4 km → Westliche Schnapfenspitze               | ca. 40 m                                                         |  |
| | Mittlerer Sonnenkogel, Sonnenkögel | 3135 m               | Ötztaler Alpen (Kaunergrat) Lage               | Tirol                    | 0,4 km → Östlicher Sonnenkogel                   | ca. 130 m ↓ Scharte zum Östlichen Sonnenkogel                    |  |
| weitere Bilder | Schönbichler Horn | 3134 m               | Zillertaler Alpen Lage                         | Tirol                    | 0,4 km → Furtschaglspitze                        | 53 m ↓ Schönbichler Scharte                                      |  |
| weitere Bilder | Urkundkolm | 3134 m               | Ötztaler Alpen (Weißkamm) Lage                 | Tirol                    | 0,8 km → Ötztaler Urkund                         |                                                                  |  |
| weitere Bilder | Glättespitze, Glätterspitze, Große Glättespitze | 3133 m               | Stubaier Alpen Lage                            | Tirol                    | 1 km → Habicht                                   |                                                                  |  |
| | Schwarzenkamm, Schwärzenkamm (Nordgipfel) | 3133 m               | Ötztaler Alpen Lage                            | Tirol                    | 1,9 km → Miterkamm                               |                                                                  |  |
| weitere Bilder | Scheiberkogel, Schreiberkogel | 3133 m               | Ötztaler Alpen Lage                            | Tirol Italien            | 0,6 km → Trinkerkogel                            |                                                                  |  |
| | Östliches Durrnkögele, Durrnkögele | 3133 m               | Stubaier Alpen Lage                            | Tirol                    | 0,5 km → Wildkarspitze                           |                                                                  |  |
| | Vorderes Hinterbergl | 3131 m               | Stubaier Alpen Lage                            | Tirol                    | 1,1 km → Vorderer Wilder Turm                    |                                                                  |  |
| | Hennesiglspitze, Hennesiglspitz | 3131 m               | Ötztaler Alpen (Glockturmkamm) Lage            | Tirol                    | 1,9 km → Glockturm                               | 126 m ↓ Glockturmjoch                                            |  |
| der höchste Gipfel ist der Glockturm, der erste Gipfel rechts davon ist der Krummgampenturm                                                                  | Krummgampenturm | 3130 m               | Ötztaler Alpen Lage                            | Tirol                    | 0,8 km → Matternturm                             |                                                                  |  |
| weitere Bilder | Blankahorn | 3129 m               | Verwallgruppe Lage                             | Tirol                    | 0,3 km → Hoher Riffler                           |                                                                  |  |
| | Rainbachspitze | 3129 m               | Zillertaler Alpen Lage                         | Tirol Salzburg           | 0,6 km → Zillerplattenspitze                     |                                                                  |  |
| | Putzenkarschneid, Putzenkarschneide, Vordere Putzenkarschneide, Putzenkarschneide (Westgipfel) (Hintere Putzenkarschneide, Putzenkarschneide (Ostgipfel) (3073 m)(⊙))         | 3129 m               | Stubaier Alpen Lage                            | Tirol                    | 0,5 km → Kühlehnkarschneid                       |                                                                  |  |
| weitere Bilder | Gaiskogel, Gaiskogl | 3128 m               | Stubaier Alpen Lage                            | Tirol                    | 0,8 km → Pfaffenschneide                         | 110 m ↓ Gamsplatzl                                               |  |
| | Mittlere Guslarspitze | 3128 m               | Ötztaler Alpen Lage                            | Tirol                    | 0,5 km → Hintere Guslarspitze                    |                                                                  |  |
| | Vordere Stangenspitze | 3127 m               | Zillertaler Alpen Lage                         | Tirol                    | 1,2 km → Hintere Stangenspitze                   |                                                                  |  |
| | Schwarzseekogel, Schwarzseekopf | 3127 m               | Ötztaler Alpen (Glockturmkamm) Lage            | Tirol                    | 1,5 km → Plattigkopf                             | 128 m ↓ Plattigjoch                                              |  |
| | Wiesjagglkopf, Wiesjagglskopf, Wiesejaggl | 3127 m               | Ötztaler Alpen (Weißkamm) Lage                 | Tirol Italien            | 0,6 km → Hintere Karlesspitze                    | ca. 80 m ↓ Scharte zur Hinteren Karlesspitze                     |  |
| | Gamezkogel | 3126 m               | Ötztaler Alpen (Kaunergrat) Lage               | Tirol                    | 0,5 km → Östlicher Sonnenkogel                   | ca. 70 m ↓ Scharte zur Verpeilspitze                             |  |
| | Berglasspitze, Berglassspitze | 3123 m               | Stubaier Alpen Lage                            | Tirol                    | 1 km → Vorderes Hinterbergl                      |                                                                  |  |
| der höchste Gipfel ist der Glockturm, der zweite Gipfel rechts davon ist der Arzkarkopf                                                                      | Arzkarkopf | 3123 m               | Ötztaler Alpen (Glockturmkamm) Lage            | Tirol                    | 0,3 km → Krummgampenturm                         | ca. 70 m ↓ Scharte zum Krummgampenturm                           |  |
| | Innere Sommerwand | 3123 m               | Stubaier Alpen Lage                            | Tirol                    |                                                  |                                                                  |  |
| | Chalausköpfe (Südlicher Chalauskopf = Chalausköpfespitze (3120 m), Mittlerer Chalauskopf (3118 m)(⊙), Unterer Chalauskopf = Nördlicher Chalauskopf = Schwabenkopf (3104 m)(⊙) | 3120 m               | Silvretta Lage                                 | Tirol Schweiz            | 1,1 km → Nördliche Chalausspitze                 | 118 m ↓ Fuorcla Chalaus                                          |  |
| | Falbesoner Knotenspitze, Falwesuner Knotenspitze, Falbesonder Knotenspitze | 3118 m               | Stubaier Alpen Lage                            | Tirol                    | 0,6 km → Alpeiner Knotenspitze                   |                                                                  |  |
| | Vordere Guslarspitze | 3118 m               | Ötztaler Alpen Lage                            | Tirol                    | 0,3 km → Mittlere Guslarspitze                   |                                                                  |  |
| | Östlicher Hennesiglkopf | 3116 m               | Ötztaler Alpen (Glockturmkamm) Lage            | Tirol Italien            | 0,7 km → Hennesiglspitze                         | ca. 110 m ↓ Scharte zur Hennesiglspitze                          |  |
| | Schermerspitze | 3116 m               | Ötztaler Alpen Lage                            | Tirol                    | 4,7 km → Jochköpfl                               |                                                                  |  |
| | Südlicher Talggenkopf (Talggenköpfe) | 3114 m               | Zillertaler Alpen Lage                         | Tirol                    |                                                  |                                                                  |  |
| | Eiskögel | 3114 m               | Ötztaler Alpen Lage                            | Tirol                    |                                                  |                                                                  |  |
| | Vordere Gebhardspitze, Vordere Gerhardspitze | 3114 m               | Ötztaler Alpen (Glockturmkamm) Lage            | Tirol                    | 0,4 km → Schwarzseekogel                         | ca. 50 m ↓ Scharte zum Schwarzseekogel                           |  |
| | Kirchenkogel | 3113 m               | Ötztaler Alpen Lage                            | Tirol                    | 1,3 km → Schermerspitze                          |                                                                  |  |
| | Mittlerer Rofenbergkopf | 3113 m               | Ötztaler Alpen Lage                            | Tirol                    |                                                  |                                                                  |  |
| | Rotschragenspitze (Vorgipfel) | 3113 m               | Ötztaler Alpen (Glockturmkamm) Lage            | Tirol                    | → Rotschragenspitze                              |                                                                  |  |
| | Schafnock | 3112 m               | Stubaier Alpen Lage                            | Tirol                    | 1 km → Ruderhofspitze                            |                                                                  |  |
| | Rotschragenspitze | 3112 m               | Ötztaler Alpen (Glockturmkamm) Lage            | Tirol                    | 1,2 km → Rifflkarspitze                          | 147 m ↓ Rotschragenjoch                                          |  |
| | Westliches Durrnkögele, Durrnkögele | 3112 m               | Stubaier Alpen Lage                            | Tirol                    |                                                  |                                                                  |  |
| | Tribbachkopf, Trippachkopf | 3111 m               | Zillertaler Alpen Lage                         | Tirol Italien            |                                                  |                                                                  |  |
| | Westliche Krummgampenspitze | 3110 m               | Ötztaler Alpen (Glockturmkamm) Lage            | Tirol                    | 1,8 km → Glockturm                               | ca. 130 m ↓ Scharte zum Habicht                                  |  |
| weitere Bilder | Luibiskogel, Loibiskogel, Südlicher Luibiskogel | 3110 m               | Ötztaler Alpen (Geigenkamm) Lage               | Tirol                    | 3,1 km → Wilde Geige                             | 473 m ↓ Breitlehnjöchl                                           |  |
| | Nördlicher Gamskopf | 3108 m               | Ötztaler Alpen (Glockturmkamm) Lage            | Tirol                    | 1,4 km → Plattigkopf                             | 123 m ↓ Scharte zur Platzer Spitze                               |  |
| | Gamsspitze, Gemsspitz, Gemspitz, Gemsspitze | 3107 m               | Silvretta Lage                                 | Tirol Schweiz            | 1 km → Östlicher Chalauskopf                     | ca. 120 m ↓ Scharte zu den Chalausköpfen                         |  |
| | Ochsner, Großer Ochsner | 3107 m               | Zillertaler Alpen Lage                         | Tirol                    | 3,2 km → Kleiner Mörchner                        |                                                                  |  |
| | Fissladkopf | 3107 m               | Ötztaler Alpen (Glockturmkamm) Lage            | Tirol                    | 0,8 km → Schwarzseekogel                         | ca. 140 m ↓ Scharte zum Schwarzseekogel                          |  |
| | Innerer Grieskogel, Innerer Grießkogel | 3107 m               | Ötztaler Alpen Lage                            | Tirol                    | 1,4 km → Niederkogel                             |                                                                  |  |
| | Mittlere Sonnenwand | 3106 m               | Stubaier Alpen Lage                            | Tirol                    | 0,4 km → Vordere Sonnenwand                      |                                                                  |  |
| | Hintere Sonnenwand | 3106 m               | Stubaier Alpen Lage                            | Tirol                    | 0,6 km → Vordere Sonnenwand                      |                                                                  |  |
| | Hintere Gebhardspitze, Hintere Gerhardspitze | 3106 m               | Ötztaler Alpen Lage                            | Tirol                    | 0,4 km → Vordere Gebhardspitze                   |                                                                  |  |
| weitere Bilder | Karleskogel | 3106 m               | Ötztaler Alpen (Weißkamm) Lage                 | Tirol                    | 1 km → Innere Schwarze Schneid                   | 117 m ↓ Rettenbachjoch                                           |  |
| | Äußerer Grieskogel, Äußerer Griesskogel | 3105 m               | Ötztaler Alpen Lage                            | Tirol                    | 0,6 km → Niederkogel                             |                                                                  |  |
| | Westlicher Hennesiglkopf | 3105 m               | Ötztaler Alpen (Glockturmkamm) Lage            | Tirol                    | 0,5 km → Östlicher Hennesiglkopf                 | 92 m ↓ Scharte zum Östlichen Hennesiglkopf                       |  |
| | Südlicher Gamskopf | 3105 m               | Ötztaler Alpen (Glockturmkamm) Lage            | Tirol                    | 0,2 km → Nördlicher Gamskopf                     | ca. 65 m ↓ Scharte zum Nördlichen Gamskopf                       |  |
| | Bergler Fernerkopf, Bergler Fernerkogel | 3104 m               | Ötztaler Alpen (Glockturmkamm) Lage            | Tirol                    | 0,9 km → Fissladkopf                             | ca. 82 m ↓ Scharte zum Fissladkopf                               |  |
| weitere Bilder | Tiroler Kopf, Tirolerkopf, Tirolerkopf (Südgipfel) | 3103 m               | Silvretta Lage                                 | Tirol Vorarlberg         | 1,7 km → Dreiländerspitze                        | 190 m ↓ Ochsenscharte                                            |  |
| | P. 3103 | 3103 m               | Zillertaler Alpen Lage                         | Tirol                    | 0,7 km → Napfspitze                              |                                                                  |  |
| weitere Bilder | Rauer Kopf, Rauher Kopf | 3101 m               | Silvretta Lage                                 | Tirol Vorarlberg         | 0,6 km → Tiroler Kopf                            | ca. 105 m ↓ Raukopfscharte                                       |  |
| | Östliche Knotenspitze | 3101 m               | Stubaier Alpen Lage                            | Tirol                    | 0,57 km → Falbesoner Knotenspitze                | 68 m ↓ Scharte zur Falbesoner Knotenspitze                       |  |
| | Wannetspitze, Wannet Kopf | 3100 m               | Ötztaler Alpen (Kaunergrat bzw. Weißkamm) Lage | Tirol                    | 0,8 km → Hintere Ölgrubenspitze                  |                                                                  |  |
| | P. 3100 | 3100 m               | Ötztaler Alpen Lage                            | Tirol                    | 1 km → Mutkogel                                  |                                                                  |  |
| | Roter Grat | 3099 m               | Stubaier Alpen Lage                            | Tirol                    | 1,1 km → Becher                                  | 75 m ↓ Freigerscharte                                            |  |
| weitere Bilder | Hochsteller | 3098 m               | Zillertaler Alpen Lage                         | Tirol                    | 2,2 km → Hochfernerspitze                        |                                                                  |  |
| | Platzerspitze, Platzer Spitze | 3098 m               | Ötztaler Alpen (Glockturmkamm) Lage            | Tirol                    | 0,6 km → Plattigkopf                             | ca. 90 m ↓ Scharte zum Plattigkopf                               |  |
| | Südlicher Fernaukogel, Fernaukogel | 3098 m               | Stubaier Alpen Lage                            | Tirol                    | 1,3 km → Aperer Pfaff                            |                                                                  |  |
| | Vesilspitze, Piz Rots | 3097 m               | Samnaungruppe Lage                             | Tirol Schweiz            | 3 km → Stammerspitze                             | 280 m ↓ Fuorcla Chamins                                          |  |
| | Hohe Warte | 3097 m               | Zillertaler Alpen Lage                         | Tirol                    | 1,1 km → P. 3103 Lage                            |                                                                  |  |
| | Gamsspitze, Gamspitze | 3097 m               | Stubaier Alpen                                 | Tirol                    | 0,7 km → Grabawand                               |                                                                  |  |
| weitere Bilder | Pflerscher Tribulaun | 3097 m               | Stubaier Alpen Lage                            | Tirol                    | 6,3 km → Schneespitze                            | 498 m ↓ Pflerscher Scharte                                       |  |
| weitere Bilder | Blockkogel (Blockkogel (Südgipfel) Blockkogel (Nordgipfel)) | 3097 m               | Ötztaler Alpen (Geigenkamm) Lage               | Tirol                    | 4,3 km → Luibiskogel                             | ca. 290 m ↓ Scharte zum Luibiskogel                              |  |
| | Südliche Chalausspitze, Südlicher Chalausspitz | 3096 m               | Silvretta Lage                                 | Tirol Schweiz            | 0,5 km → Südlicher Chalauskopf                   | ca. 30 m                                                         |  |
| | Zahnspitze | 3096 m               | Silvretta Lage                                 | Tirol Schweiz            | 0,6 km → Fluchthorn                              | ca. 80 m ↓ Scharte zur Krone                                     |  |
| | Glockhaus | 3096 m               | Ötztaler Alpen (Glockturmkamm) Lage            | Tirol                    | 0,7 km → Bergler Fernerkopf                      | ca. 65 m ↓ Scharte zum Bergler Fernerkopf                        |  |
| | Parstleswand (Westgipfel), Portleswand | 3096 m               | Ötztaler Alpen (Kaunergrat) Lage               | Tirol                    | 0,44 km → Verpeilspitze                          | 68 m ↓ Scharte zur Verpeilspitze                                 |  |
| | P. 3096 | 3096 m               | Zillertaler Alpen Lage                         | Tirol                    | 0,5 km → Hohe Warte                              |                                                                  |  |
| weitere Bilder | Tiroler Kopf (Nordgipfel), Tirolerkopf (Nordgipfel) | 3095 m               | Silvretta Lage                                 | Tirol Vorarlberg         | 0,4 km → Rauer Kopf                              |                                                                  |  |
| weitere Bilder | Bockkogel | 3095 m               | Stubaier Alpen                                 | Tirol                    | 1,1 km → Mutterberger Seespitze                  |                                                                  |  |
| weitere Bilder | Keilbachspitze, Keilbachspitz | 3094 m               | Zillertaler Alpen Lage                         | Tirol Italien            | 2 km → Großer Löffler                            | 262 m ↓ Wollbachjoch                                             |  |
| weitere Bilder | Kleiner Kaserer | 3093 m               | Zillertaler Alpen Lage                         | Tirol                    | 0,57 km → Großer Kaserer                         | 108 m ↓ Höllscharte                                              |  |
| weitere Bilder | Zillerspitze, Ziller Spitze | 3092 m               | Zillertaler Alpen Lage                         | Tirol Salzburg           | 0,8 km → Reichenspitze                           |                                                                  |  |
| | Nockwand, Rautwand | 3092 m               | Stubaier Alpen Lage                            | Tirol                    | 1,2 km → Grabawand                               |                                                                  |  |
| | Muschenspitze | 3092 m               | Stubaier Alpen Lage                            | Tirol                    | 0,3 km → Murkarspitze                            |                                                                  |  |
| | Habicht | 3092 m               | Ötztaler Alpen Lage                            | Tirol                    | 0,8 km → Westliche Krummgampenspitze             |                                                                  |  |
| | Südliche Sonnenwand, Südlichste Sonnenwand | 3091 m               | Stubaier Alpen Lage                            | Tirol                    |                                                  |                                                                  |  |
| | Nasse Wand, Naßwandspitze, Nasswandspitze | 3090 m               | Ötztaler Alpen (Glockturmkamm) Lage            | Tirol Italien            | 1,3 km → Hennesiglspitze                         | ca. 90 m ↓ Scharte zum Nasswandegg                               |  |
| | Hinterer Feuerkogel, Nördlicher Luibiskogel | 3090 m               | Ötztaler Alpen Lage                            | Tirol                    | 0,3 km → Luibiskogel                             |                                                                  |  |
| | Östliche Krummgampenspitze | 3090 m               | Ötztaler Alpen (Glockturmkamm) Lage            | Tirol                    | 0,4 km → Westliche Krummgampenspitze             | ca. 115 m ↓ Scharte zur Westlichen Krummgampenspitze             |  |
| weitere Bilder | Vesulspitze | 3089 m               | Samnaungruppe Lage                             | Tirol                    | 8,9 km → Vesilspitze                             | 550 m ↓ Zeblasjoch                                               |  |
| weitere Bilder | Zsigmondyspitze | 3089 m               | Zillertaler Alpen Lage                         | Tirol                    | 1,9 km → Ochsner                                 | 241 m ↓ Südliche Mörchnerscharte                                 |  |
| weitere Bilder | Wannenkogel, Wannenkarkogel | 3089 m               | Stubaier Alpen Lage                            | Tirol                    | 1,6 km → Schraakogel                             |                                                                  |  |
| | Kaiserspitze | 3089 m               | Ötztaler Alpen (Glockturmkamm) Lage            | Tirol                    | 0,6 km → Platzerspitze                           | ca. 90 m ↓ Scharte zur Platzerspitze                             |  |
| weitere Bilder | Plattigkogel | 3089 m               | Ötztaler Alpen (Geigenkamm) Lage               | Tirol                    | 1 km → Blockkogel                                | ca. 140 m ↓ Scharte zum Blockkogel                               |  |
| | Hintere Plattenspitze | 3088 m               | Stubaier Alpen Lage                            | Tirol                    | 0,6 km → Nördliche Kräulspitze                   |                                                                  |  |
| | Larstiggrat | 3087 m               | Stubaier Alpen Lage                            | Tirol                    |                                                  |                                                                  |  |
| weitere Bilder | Hohe Villerspitze | 3087 m               | Stubaier Alpen Lage                            | Tirol                    | 4 km → Berglasspitze                             | 293 m ↓ Kleines Horntaler Joch                                   |  |
| | Vorderer Spiegelkogel, Vorderer Spielkogel | 3087 m               | Ötztaler Alpen Lage                            | Tirol                    | 1 km → Mittlerer Spielkogel                      |                                                                  |  |
| | Vorderer Eiskastenkopf, Hochkopf | 3086 m               | Ötztaler Alpen (Kaunergrat) Lage               | Tirol                    | 0,7 km → Wurmtaler Kopf                          | ca. 90 m ↓ Scharte zum Wurmtaler Kopf                            |  |
| | Parstleswand (Ostgipfel) | 3085 m               | Ötztaler Alpen Lage                            | Tirol                    |                                                  |                                                                  |  |
| | Kreuzspitze, Kreuzspitz | 3084 m               | Stubaier Alpen                                 | Tirol                    | → Östliche Knotenspitze                          |                                                                  |  |
| weitere Bilder | Reiserkogel | 3082 m               | Ötztaler Alpen (Geigenkamm) Lage               | Tirol                    | 0,45 km → Luibiskogel                            | 168 m ↓ Luibisscharte                                            |  |
| weitere Bilder | Hinterer Wurmkogel, Wurmkogel | 3082 m               | Ötztaler Alpen Lage                            | Tirol                    | 0,8 km → Schermerspitze                          | 123 m ↓ Scharte zur Schermerspitze                               |  |
| weitere Bilder | Zwieselbacher Rosskogel | 3081 m               | Stubaier Alpen Lage                            | Tirol                    | 3,7 km → Vordere Sonnenwand                      | 330 m ↓ Gleirschjöchl                                            |  |
| | Nördliche Larstigknotenspitze | 3081 m               | Stubaier Alpen Lage                            | Tirol                    | 1,6 km → Larstigspitze                           |                                                                  |  |
| weitere Bilder | Hundstalkogel | 3080 m               | Ötztaler Alpen (Geigenkamm) Lage               | Tirol                    | 1,77 km → Reiserkogel                            | 254 m ↓ Sandjöchl                                                |  |
| | Nördlicher Schwarzkopf | 3079 m               | Zillertaler Alpen Lage                         | Tirol Salzburg           | 0,9 km → Zillerspitze                            |                                                                  |  |
| weitere Bilder | Fundusfeiler | 3079 m               | Ötztaler Alpen (Geigenkamm) Lage               | Tirol                    | 3,07 km → Blockkogel                             | 286 m ↓ Scharte zum Blockkogel                                   |  |
| weitere Bilder | Wurmsitzkogel | 3079 m               | Ötztaler Alpen (Geigenkamm) Lage               | Tirol                    | 0,1 km → Gschrappkogel                           | 25 m                                                             |  |
| | Schwarzwanter (Schwarzwanter (Ostgipfel) (3077 m) Schwarzwanter (Westgipfel) (3073 m))                                                                                        | 3077 m               | Stubaier Alpen Lage                            | Tirol                    | 1,7 km → Muschenspitze                           |                                                                  |  |
| | Nördlicher Daunkogel | 3075 m               | Stubaier Alpen Lage                            | Tirol                    | 0,9 km → Bockkogel                               |                                                                  |  |
| | Östliches Gamshorn | 3073 m               | Silvretta Lage                                 | Tirol                    | 0,6 km → Schnapfenspitze                         | ca. 60 m ↓ Scharte zur Schnapfenspitze                           |  |
| | Paulcketurm, Zahnturm | 3072 m               | Silvretta Lage                                 | Tirol Schweiz            | 0,1 km → Zahnspitze                              | ca. 60 m ↓ Scharte zur Zahnspitze                                |  |
| | Nasswandegg, Naßwandegg | 3072 m               | Ötztaler Alpen (Glockturmkamm) Lage            | Tirol Italien            | 0,6 km → Hennesiglspitze                         | ca. 60 m ↓ Scharte zur Hennesiglspitze                           |  |
| | Muttenock, Muttnock | 3072 m               | Zillertaler Alpen Lage                         | Tirol Italien            | 0,5 km → Breitnock                               |                                                                  |  |
| weitere Bilder | Felderkogel, Breitlehner Felderkogel | 3071 m               | Ötztaler Alpen (Geigenkamm) Lage               | Tirol                    | 0,9 km → Reiserkogel                             | 165 m ↓ Hauerscharte                                             |  |
| weitere Bilder | Äußere Wetterspitze | 3070 m               | Stubaier Alpen Lage                            | Tirol                    | 3,5 km → Schneespitze                            | 113 m ↓ Pflerscher Niederjoch                                    |  |
| | Niederer Nebelkogel, Nebelkogel | 3070 m               | Stubaier Alpen Lage                            | Tirol                    | 0,5 km → Hoher Nebelkogel                        |                                                                  |  |
| der Gipfel ganz rechts ist das Schwarzkögele | Schwarzkögele | 3070 m               | Ötztaler Alpen (Weißkamm) Lage                 | Tirol                    | 1,1 km → Platteikogel                            |                                                                  |  |
| | Weißmaurachkopf, Weismaurachkopf | 3069 m               | Ötztaler Alpen (Geigenkamm) Lage               | Tirol                    | 0,6 km → Ampferkogel                             | ca. 55 m ↓ Scharte zum Ampferkogel                               |  |
| | Jochspitze | 3067 m               | Ötztaler Alpen (Kaunergrat) Lage               | Tirol                    |                                                  |                                                                  |  |
| | Tauferer Karle, Tauferer Kopf, Taufererkopf | 3066 m               | Ötztaler Alpen (Glockturmkamm) Lage            | Tirol                    | 1 km → Pfroslkopf                                | 196 m ↓ Tauferer Jöchl                                           |  |
| | Grundschartner | 3065 m               | Zillertaler Alpen Lage                         | Tirol                    | 1,4 km → Rosswandspitze                          |                                                                  |  |
| | Peillöcherspitze, Beillöcherspitze, Beilspitze | 3065 m               | Stubaier Alpen Lage                            | Tirol Italien            | 2,3 km → Scheiblehnwand                          |                                                                  |  |
| | Schönachschneid | 3062 m               | Zillertaler Alpen Lage                         | Tirol                    | 0,5 km → Schneekarspitze                         |                                                                  |  |
| | P. 3062 | 3062 m               | Ötztaler Alpen Lage                            | Tirol                    | 0,8 km → Zahn                                    |                                                                  |  |
| | Seeköpfe (Nördlicher Seekopf (3061 m), Südlicher Seekopf (ca. 3053 m)) | 3061 m               | Verwallgruppe Lage                             | Tirol                    | 2,7 km → Küchlspitze                             |                                                                  |  |
| | Vorderer Kitzkogel | 3061 m               | Stubaier Alpen Lage                            | Tirol Italien            | 0,7 km → Jochköpfl                               |                                                                  |  |
| weitere Bilder | Mittlerer Seekarkopf | 3060 m               | Ötztaler Alpen Lage                            | Tirol                    | 2,8 km → Westlicher Hennesiglkopf                |                                                                  |  |
| | Larstigkopf | 3060 m               | Stubaier Alpen Lage                            | Tirol                    | → Larstigspitze                                  |                                                                  |  |
| | Hinterer Kitzkogel, Beilspitze | 3059 m               | Stubaier Alpen Lage                            | Tirol Italien            | 1 km → Vorderer Kitzkogel                        |                                                                  |  |
| | Hauerseekogel | 3059 m               | Ötztaler Alpen (Geigenkamm) Lage               | Tirol                    | 0,3 km → Felderkogel                             |                                                                  |  |
| | Nörderkopf | 3059 m               | Ötztaler Alpen Lage                            | Tirol                    |                                                  |                                                                  |  |
| | Hinterer Satzgrat, Hinterer Salzgrat | 3058 m               | Silvretta Lage                                 | Tirol                    | 0,8 km → Rauer Kopf                              | ca. 140 m ↓ Scharte zum Rauen Kopf                               |  |
| | Großer Dristkogel | 3058 m               | Ötztaler Alpen (Kaunergrat) Lage               | Tirol                    | 1 km → Gsallkopf                                 | ca. 160 m ↓ Scharte zum Gsallkopf                                |  |
| weitere Bilder | Hochrinnegg | 3058 m               | Ötztaler Alpen (Kaunergrat) Lage               | Tirol                    | 1,7 km → Gsallkopf                               | ca. 100 m ↓ Scharte zum Gsallkopf                                |  |
| | Ochsenkopf | 3057 m               | Silvretta Lage                                 | Tirol Vorarlberg         | 0,6 km → Tiroler Kopf                            | 122 m ↓ Tiroler Scharte                                          |  |
| | Südlicher Seekarkopf | 3057 m               | Ötztaler Alpen Lage                            | Tirol                    | 0,2 km → Mittlerer Seekarkopf                    |                                                                  |  |
| weitere Bilder | Patteriol (Hauptgipfel) (Patteriol (Mittelgipfel) (3030 m)) | 3056 m               | Verwallgruppe Lage                             | Tirol                    | 2,8 km → Kuchenspitze                            | 462 m ↓ Scharte zum Vertinespleiskopf                            |  |
| weitere Bilder | Gaislachkogel, Gaislacher Kogel, Hinterer Geislachkogel, Geislacher Kogel, Gaislachkogl                                                                                       | 3056 m               | Ötztaler Alpen (Weißkamm) Lage                 | Tirol                    | 0,6 km → Äußere Schwarze Schneid                 | 127 m ↓ Scharte zur Äußeren Schwarzen Schneid                    |  |
| | Zwieselbacher Grieskogel | 3055 m               | Stubaier Alpen Lage                            | Tirol                    | 0,9 km → Vordere Sonnenwand                      |                                                                  |  |
| | Scheiblehnkogel | 3055 m               | Stubaier Alpen Lage                            | Tirol Italien            | 0,11 km → Peillöcherspitze                       | 41 m ↓ Scharte zur Peillöcherspitze                              |  |
| weitere Bilder | Königskogel | 3055 m               | Ötztaler Alpen Lage                            | Tirol                    | 2,2 km → Granatenkogel                           |                                                                  |  |
| weitere Bilder | Innere Wetterspitze | 3053 m               | Stubaier Alpen Lage                            | Tirol                    | 1,37 km → Äußere Wetterspitze                    | 292 m ↓ Lautererseejoch                                          |  |
| | Plangeroßkopf, Plangerosskopf, Mainzer Kopf | 3053 m               | Ötztaler Alpen (Kaunergrat) Lage               | Tirol                    |                                                  |                                                                  |  |
| | Gräserkarspitze | 3053 m               | Stubaier Alpen Lage                            | Tirol                    | → Nördliche Larstigknotenspitze                  |                                                                  |  |
| | P. 3053 | 3053 m               | Zillertaler Alpen Lage                         | Tirol                    | 0,7 km → Kleinspitze                             |                                                                  |  |
| | P. 3053 | 3053 m               | Zillertaler Alpen Lage                         | Tirol                    | 0,7 km → Kleiner Löffler                         |                                                                  |  |
| weitere Bilder | Richterspitze, Richter Spitze | 3052 m               | Zillertaler Alpen Lage                         | Tirol Salzburg           | 0,4 km → Nördlicher Schwarzkopf                  |                                                                  |  |
| | Grabkogel | 3052 m               | Ötztaler Alpen (Weißkamm) Lage                 | Tirol                    | 0,76 km → Mittagskogel                           | 43 m ↓ Scharte zum Mittagskogel                                  |  |
| | Maderegglspitze | 3050 m               | Zillertaler Alpen Lage                         | Tirol                    | 1 km → Rosswandspitze                            |                                                                  |  |
| | Gamsspitzl | 3050 m               | Stubaier Alpen                                 | Tirol                    | 1,3 km → Wilder Freiger                          | 18 m ↓ Scharte zum Freiger                                       |  |
| weitere Bilder | Grenzeckkopf, Piz Faschalba | 3048 m               | Silvretta Lage                                 | Tirol Schweiz            | 0,73 km → Breite Krone                           | 68 m ↓ Kronenjoch                                                |  |
| | Westlicher Seeblaskogel | 3048 m               | Stubaier Alpen Lage                            | Tirol                    | 0,9 km → Hoher Seeblaskogel                      |                                                                  |  |
| | Hoher Kogel | 3047 m               | Ötztaler Alpen (Kaunergrat) Lage               | Tirol                    | 1,2 km → Seekarlesschneid                        |                                                                  |  |
| | Sonntaggabel | 3047 m               | Zillertaler Alpen Lage                         | Tirol Italien            | 2,1 km → Großer Löffler                          |                                                                  |  |
| | Weißseekopf | 3046 m               | Ötztaler Alpen Lage                            | Tirol Italien            | 0,7 km → Wiesjagglkopf                           |                                                                  |  |
| weitere Bilder | Nauderer Hennesiglspitze, Matscher Winkelspitze (Nauderer Hennesiglspitze (Hauptgipfel), Nauderer Hennesiglspitze (Ostgipfel))                                                | 3045 m               | Ötztaler Alpen Lage                            | Tirol                    | 0,88 km → Südlicher Seekarkopf                   | 147 m ↓ Seekarjoch                                               |  |
| | Lochkogel | 3044 m               | Stubaier Alpen Lage                            | Tirol                    | 1,5 km → Schwarzwanter                           |                                                                  |  |
| weitere Bilder | Langkarlesschneid | 3044 m               | Ötztaler Alpen (Geigenkamm) Lage               | Tirol                    | 0,4 km → Plattigkogel                            | ca. 75 m ↓ Scharte zum Plattigkogel                              |  |
| | Tauferer Spitze, Taufererspitze | 3044 m               | Ötztaler Alpen Lage                            | Tirol                    | 0,6 km → Glockhaus                               |                                                                  |  |
| | Südliche Larstiggratspitze | 3043 m               | Stubaier Alpen Lage                            | Tirol                    |                                                  |                                                                  |  |
| | Südlicher Schwarzkopf | 3042 m               | Zillertaler Alpen Lage                         | Tirol Salzburg           | 0,4 km → Nördlicher Schwarzkopf                  |                                                                  |  |
| | Gamezwart, Legerkogel | 3042 m               | Stubaier Alpen Lage                            | Tirol                    | 0,6 km → Schwarzwanter                           |                                                                  |  |
| | Rotgrubenspitze, Grubenkarspitze | 3042 m               | Stubaier Alpen Lage                            | Tirol                    | 1,1 km → Zwieselbacher Rosskogel                 |                                                                  |  |
| | P. 3042 | 3042 m               | Ötztaler Alpen (Kaunergrat) Lage               | Tirol                    | 1,1 km → Rostizkogel                             | ca. 80 m ↓ Scharte zum Rostizkogel                               |  |
| | Haupenhöhe | 3041 m               | Zillertaler Alpen Lage                         | Tirol Italien            | 0,4 km → Hochsteller                             |                                                                  |  |
| | Hairlacher Seekopf | 3040 m               | Ötztaler Alpen (Geigenkamm) Lage               | Tirol                    | 1,7 km → Fundusfeiler                            | ca. 185 m ↓ Scharte zum Südlichen Lehner Grieskogel              |  |
| weitere Bilder | Saumspitze, Saumspitz | 3039 m               | Verwallgruppe Lage                             | Tirol                    | 0,7 km → Seeköpfe                                | 198 m ↓ Schneidjöchli                                            |  |
| weitere Bilder | Realspitze | 3039 m               | Zillertaler Alpen Lage                         | Tirol                    | 2,4 km → Hoher Riffler                           | 321 m ↓ Friesenbergscharte                                       |  |
| | Uelasgratspitze, falsch auch Melasgratspitze | 3038 m               | Stubaier Alpen Lage                            | Tirol                    | 0,7 km → Östliche Knotenspitze                   |                                                                  |  |
| | Festkogel | 3038 m               | Ötztaler Alpen Lage                            | Tirol                    | 1,8 km → Königskogel                             |                                                                  |  |
| | Lehner Grieskogel, Lehner Grieskögel, Südlicher Lehner Grieskogel, Südlicher Lehner Grieskögel, Südlicher Lehnergrieskogel                                                    | 3038 m               | Ötztaler Alpen (Geigenkamm) Lage               | Tirol                    | 0,7 km → Fundusfeiler                            | 112 m ↓ Feilerscharte                                            |  |
| | Hochgrintl | 3037 m               | Stubaier Alpen Lage                            | Tirol Italien            | 0,6 km → Roter Grat                              |                                                                  |  |
| | Roter Kogel | 3037 m               | Stubaier Alpen                                 | Tirol                    | 0,9 km → Murkarspitze                            |                                                                  |  |
| weitere Bilder | Parseierspitze, Parseierspitz | 3036 m               | Lechtaler Alpen Lage                           | Tirol                    | 10,3 km → Hoher Riffler                          | 1243 m ↓ Arlbergpass                                             |  |
| weitere Bilder | Hexenkopf | 3035 m               | Samnaungruppe Lage                             | Tirol                    | 9,4 km → Vesulspitze                             | 371 m ↓ Östliche Fließer Scharte                                 |  |
| weitere Bilder | Polleskogel, Nördlicher Polleskogel | 3035 m               | Ötztaler Alpen (Geigenkamm) Lage               | Tirol                    | 0,5 km → Karleskogel                             | 74 m ↓ Südliches Pollesjoch                                      |  |
| weitere Bilder | Bürkelkopf, Burkelkopf | 3032 m               | Samnaungruppe Lage                             | Tirol Schweiz            | 1,3 km → Vesulspitze                             | 228 m ↓ Vesulscharte                                             |  |
| | Nördlicher Lehner Grieskogel, Nördlicher Lehner Grieskögel, Nördlicher Lehnergrieskogel                                                                                       | 3032 m               | Ötztaler Alpen (Geigenkamm) Lage               | Tirol                    | 0,6 km → Südlicher Lehner Grieskogel             | ca. 60 m ↓ Scharte zum Südlichen Lehner Grieskogel               |  |
| | Roßköpfe (Östlicher Roßkopf, Östlicher Rosskopf (3031 m), Westlicher Roßkopf, Westlicher Rosskopf (3030 m))                                                                   | 3031 m               | Zillertaler Alpen Lage                         | Tirol                    | 0,5 km → Zsigmondyspitze                         |                                                                  |  |
| | Mittlerer Lehner Grieskogel, Mittlerer Lehner Grieskögel, Mittlerer Lehner Grießkogel, Mittlerer Lehnergrieskogel                                                             | 3030 m               | Ötztaler Alpen (Geigenkamm) Lage               | Tirol                    | 0,3 km → Südlicher Lehner Grieskogel             |                                                                  |  |
| | Zwirchwand, Zwerchwand | 3030 m               | Stubaier Alpen Lage                            | Tirol                    |                                                  |                                                                  |  |
| | Bischofspitze | 3029 m               | Silvretta Lage                                 | Tirol Schweiz            | 0,4 km → Grenzeckkopf                            | ca. 30 m                                                         |  |
| | Haagspitze, Südliche Haagspitze (Nördliche Haagspitze (3028 m)) | 3029 m               | Silvretta Lage                                 | Tirol Vorarlberg         | 0,4 km → Rauer Kopf                              |                                                                  |  |
| | Ochsenkogel, Ochsenkogl | 3029 m               | Stubaier Alpen                                 | Tirol                    | 1,9 km → Glättespitze                            |                                                                  |  |
| | Südliche Larstigknotenspitze | 3029 m               | Stubaier Alpen Lage                            | Tirol                    | 0,5 km → Nördliche Larstigknotenspitze           |                                                                  |  |
| | Östlicher Rofenbergkopf | 3029 m               | Ötztaler Alpen Lage                            | Tirol                    |                                                  |                                                                  |  |
| weitere Bilder | Lüsener Villerspitze, Lisenser Villerspitze, Lüsenser Villerspitze | 3027 m               | Stubaier Alpen Lage                            | Tirol                    | 0,88 km → Hohe Villerspitze                      | 101 m ↓ Scharte zur Hohen Villerspitze                           |  |
| | Pfandlspitze | 3026 m               | Stubaier Alpen Lage                            | Tirol                    | 0,6 km → Nockwand                                |                                                                  |  |
| | Brehnkogel, Brehnkopf, Hoher Radlstein | 3025 m               | Ötztaler Alpen (Kaunergrat) Lage               | Tirol                    | 0,6 km → Gsallkopf                               | ca. 160 m ↓ Scharte zum Gsallkopf                                |  |
| weitere Bilder | Fotzenkarstange | 3024 m               | Ötztaler Alpen (Geigenkamm) Lage               | Tirol                    | 0,12 km → Silberschneid                          | 27 m ↓ Scharte zur Silberschneid                                 |  |
| weitere Bilder | Wildes Mannle, Wildes Männle | 3023 m               | Ötztaler Alpen (Weißkamm) Lage                 | Tirol                    | 1,3 km → Taufkarkogel                            |                                                                  |  |
| weitere Bilder | Pitztaler Jochköpfle | 3023 m               | Ötztaler Alpen Lage                            | Tirol                    |                                                  |                                                                  |  |
| | Vorderer Satzgrat | 3022 m               | Silvretta Lage                                 | Tirol                    | 1,4 km → Haagspitze                              | 178 m ↓ Totenfeldscharte                                         |  |
| | Glockhauser | 3021 m               | Ötztaler Alpen (Glockturmkamm) Lage            | Tirol                    | 0,4 km → Westlicher Hennesiglkopf                | ca. 65 m ↓ Scharte zum Westlichen Hennesiglkopf                  |  |
| weitere Bilder | Hangerer | 3020 m               | Ötztaler Alpen Lage                            | Tirol                    | 0,8 km → Hochebenkamm                            | 135 m ↓ Scharte zum Hochebenkamm                                 |  |
| weitere Bilder | Weißwandspitze, Weißwand | 3017 m               | Stubaier Alpen Lage                            | Tirol Italien            | 2,84 km → Pflerscher Tribulaun                   | 186 m ↓ Scharte südl. Padreilferner                              |  |
| weitere Bilder | Sulzkogel | 3016 m               | Stubaier Alpen Lage                            | Tirol                    | 2,8 km → Zwieselbacher Rosskogel                 | 239 m ↓ Finstertaler Scharte                                     |  |
| weitere Bilder | Schwarzkogel | 3016 m               | Ötztaler Alpen (Geigenkamm) Lage               | Tirol                    | 2,3 km → Wurmsitzkogel                           | ca. 110 m ↓ Scharte zum Nördlicher Polleskogel                   |  |
| weitere Bilder | Pollesfernerkopf, Pollesfernerkogel | 3015 m               | Ötztaler Alpen Lage                            | Tirol                    |                                                  |                                                                  |  |
| weitere Bilder | Wildnörderer | 3015 m               | Ötztaler Alpen Lage                            | Tirol                    | 1,9 km → Mittlerer Seekarkopf                    | 221 m ↓ Steinkarlescharte                                        |  |
| weitere Bilder | Gemspleisspitze, Gamspleisspitze, Gemsbleisspitze, Pavaid Naira, Paraid Naira                                                                                                 | 3014 m               | Silvretta Lage                                 | Tirol Schweiz            | 3,85 km → Nördliches Fluchthorn                  | 327 m ↓ Ritzenjoch                                               |  |
| | Kleiner Riffler | 3014 m               | Verwallgruppe Lage                             | Tirol                    | 0,3 km → Blankahorn                              |                                                                  |  |
| | P. 3013 | 3013 m               | Zillertaler Alpen Lage                         | Tirol                    | 0,7 km → Rosswandspitze                          |                                                                  |  |
| | Südliche Finsterkarspitze | 3012 m               | Silvretta Lage                                 | Tirol                    | 1,1 km → Schnapfenkuchlspitze                    | ca. 110 m ↓ Scharte zur Schnapfenkuchlspitze                     |  |
| | Bruchkopf | 3012 m               | Ötztaler Alpen (Glockturmkamm) Lage            | Tirol                    | 0,8 km → Rotschragenspitze                       | ca. 105 m ↓ Scharte zur Rotschragenspitze                        |  |
| Blick von der Brennerautobahn im Südosten: im Vordergrund der Weißwandspitz, knapp hinten links die Schafkampspitze (aber nicht der Gipfel ganz links außen) | Schafkampspitze, Schafkammspitze, Schafkampspitz, Schafkamp | 3011 m               | Stubaier Alpen Lage                            | Tirol Italien            | 1,1 km → Weißwandspitze                          |                                                                  |  |
| | Tonigenkogel | 3011 m               | Stubaier Alpen Lage                            | Tirol                    | 0,6 km → Muschenspitze                           |                                                                  |  |
| | Greizer Spitze, Greizerspitze | 3010 m               | Zillertaler Alpen Lage                         | Tirol                    | 0,7 km → P. 3053 Lage                            |                                                                  |  |
| | Hochreichkopf | 3010 m               | Stubaier Alpen Lage                            | Tirol                    | 3,4 km → Sulzkogel                               | 356 m ↓ Längentaler Scharte                                      |  |
| | Atemkogel | 3010 m               | Ötztaler Alpen (Glockturmkamm) Lage            | Tirol                    | 0,8 km → Fissladkopf                             | ca. 60 m ↓ Scharte zum Fissladkopf                               |  |
| | Oberer Rofenberg | 3010 m               | Ötztaler Alpen (Weißkamm) Lage                 | Tirol                    | → Mittlerer Rofenbergkopf                        |                                                                  |  |
| weitere Bilder | Larainfernerspitze, Lareinfernerspitze, Piz Larain | 3009 m               | Silvretta Lage                                 | Tirol Schweiz            | 0,9 km → Fluchthorn                              | 157 m ↓ Lareinfernerjoch                                         |  |
| | Löffelspitze, Löffelspitz | 3009 m               | Zillertaler Alpen Lage                         | Tirol Italien            | 1,2 km → Napfspitze                              |                                                                  |  |
| | Kreuzkamp, Karzkamp (Kreuzkamp (Westgipfel) (3008 m), Kreuzkamp (Ostgipfel) (3005 m))                                                                                         | 3008 m               | Stubaier Alpen Lage                            | Tirol                    | 1,9 km → Berglasspitze                           |                                                                  |  |
| | Westlicher Sonnenkogel, P. 3007 | 3008 m               | Ötztaler Alpen (Kaunergrat) Lage               | Tirol                    | 0,6 km → Mittlerer Sonnenkogel                   |                                                                  |  |
| weitere Bilder | Acherkogel | 3007 m               | Stubaier Alpen Lage                            | Tirol                    | 2,3 km → Hochreichkopf                           | 278 m ↓ Niederreichscharte                                       |  |
| | Westlicher Gratfernerkopf, Gratfederköpfe | 3007 m               | Ötztaler Alpen (Glockturmkamm) Lage            | Tirol                    | 1,2 km → Kaisergratspitze                        | 137 m ↓ Halsle                                                   |  |
| | Südlicher Polleskogel, Südlicher Polleskopf | 3005 m               | Ötztaler Alpen (Geigenkamm) Lage               | Tirol                    |                                                  |                                                                  |  |
| weitere Bilder | Köpfle (Standort des Ramolhauses) | 3005 m               | Ötztaler Alpen Lage                            | Tirol                    | 0,6 km → Hinterer Spiegelkogel                   |                                                                  |  |
| weitere Bilder | Furgler, Furggler | 3004 m               | Samnaungruppe Lage                             | Tirol                    | 3,9 km → Hexenkopf                               | 319 m ↓ Masnerjoch                                               |  |
| weitere Bilder | Zischgeles, Zischgelesspitze | 3004 m               | Stubaier Alpen Lage                            | Tirol                    | 1,3 km → Hintere Grubenwand                      | 135 m ↓ Scharte zur Schöntalspitze                               |  |
| | Innere Rifekarspitze, Innere Rifenkarspitze, Innere Riefkarspitze | 3004 m               | Ötztaler Alpen (Glockturmkamm) Lage            | Tirol                    | 0,7 km → Pfroslkopf                              | ca. 70 m ↓ Scharte zum Pfroslkopf                                |  |
| | Horn | 3003 m               | Verwallgruppe Lage                             | Tirol                    | 0,5 km → Patteriol                               |                                                                  |  |
| | Hohe Wasserfalle | 3003 m               | Stubaier Alpen Lage                            | Tirol                    | 0,6 km → Hochreichkopf                           | 91 m ↓ Hochreichjoch                                             |  |
| | Östlicher Gratfernerkopf, Gratfederköpfe | 3003 m               | Ötztaler Alpen Lage                            | Tirol                    | → Westlicher Gratfernerkopf                      |                                                                  |  |
| | Hennensteigenspitze, Hennsteigenspitze | 3002 m               | Zillertaler Alpen Lage                         | Tirol                    | 0,9 km → Ochsner                                 |                                                                  |  |
| weitere Bilder | Schöntalspitze | 3002 m               | Stubaier Alpen Lage                            | Tirol                    | 0,36 km → Hintere Grubenwand                     | 72 m ↓ Zischgenscharte                                           |  |
| weitere Bilder | Gigalitz | 3001 m               | Zillertaler Alpen Lage                         | Tirol                    | 1,5 km → Greizer Spitze                          | 300 m ↓ Lapenscharte                                             |  |
| | Äußere Rifekarspitze, Äußere Rifenkarspitze, Äußere Riefenkarspitze | 3001 m               | Ötztaler Alpen (Glockturmkamm) Lage            | Tirol                    | 0,8 km → Innere Rifekarspitze                    | ca. 95 m ↓ Scharte zur Inneren Rifekarspitze                     |  |
| weitere Bilder | Rinnenspitze | 3000 m               | Stubaier Alpen Lage                            | Tirol                    | 0,8 km → Kreuzkamp                               | 110 m ↓ Rinnennieder                                             |  |
| weitere Bilder | Großer Schafkopf | 3000 m               | Ötztaler Alpen Lage                            | Tirol Italien            | 2,3 km → Nauderer Hennesiglspitze                |                                                                  |  |
| weitere Bilder | Grubenkarspitze | 3000 m               | Ötztaler Alpen (Kaunergrat) Lage               | Tirol                    | 1 km → Wurmtaler Kopf                            | 117 m ↓ Scharte zum Wurmtaler Kopf                               |  |
| | Nördlicher Seekarkopf | 3000 m               | Ötztaler Alpen Lage                            | Tirol                    | 0,5 km → Mittlerer Seekarkopf                    |                                                                  |  |